# Vida de Juan de la Cruz

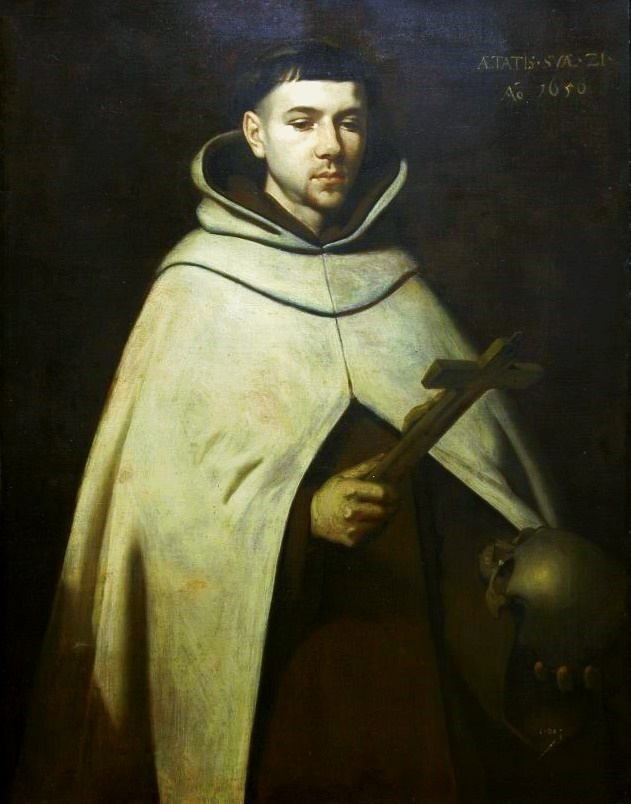
San Juan de la Cruz, según un retrato atribuido a Zurbarán.

La vida de san Juan de la Cruz es una parte destacada de las materias sanjuanistas que con el estudio de su doctrina mística, el análisis y disfrute de su poesía, la interpretación simbólica de su obra y la caracterización de su psicología conforman los temas principales de interés sobre San Juan de la Cruz. A modo de introducción se puede decir, que fue un religioso español del siglo XVI, perteneciente a la Orden de Nuestra Señora del Monte Carmelo, a cuya reforma dedicó su vida y para lo cual escribió varias poesías líricas de gran valor y tratados espirituales.
Las fuentes sobre San Juan de la Cruz son ricas y variadas, pues ya en vida removió muchas conciencias, dejando impresiones duraderas en aquellos que le conocieron. El interés que despertó en su tiempo hizo que al poco de morir se redactasen varias biografías, y se tomase declaración a numerosos testigos. Es pues una vida documentada, que puede ser descrita con gran realismo. A pesar de ello, es pródiga en sucesos sobrenaturales o que fueron interpretados así por los respectivos testigos. Más allá de la interpretación que cada cual quiera darles, es una vida típica de su época, donde aparecen casi de forma cotidiana visiones, penitencias, arrebatos, tentaciones y endemoniados. Nada de eso, si bien llamativo, es realmente importante, pues San Juan de la Cruz es hoy reconocido por su Teología mística, de un rigor intelectual casi escolástico, por la cual es considerado Doctor de la Iglesia. En el ámbito no religioso, es conocido sobre todo por sus poesías, que desde la prisión o la soledad interior en que fueron escritas han cruzado los siglos levantando admiración y creando escuela.
La vida de San Juan corre paralela a la de Santa Teresa de Jesús, la Madre Teresa. El común empeño que los llevó a reformar su orden los mantuvo unidos durante décadas. También la cercanía motivada por el interés místico de sus espíritus. A pesar de ser San Juan treinta años más joven, ella fue para él una hija y él para ella un padre. Otras personas destacan en su vida. Ana de Jesús, su mejor discípula. Fray Antonio de Jesús, compañero primero en la reforma. Fray Diego Evangelista, su enemigo declarado. Director espiritual, que no lo hay igual en toda Castilla, como dijo la madre Teresa, reformador, teólogo, rector, beato, Doctor de la Iglesia y Santo. Gracias a su muerte, acaecida de manera prematura, San Juan es hoy todo eso, pues la muerte le hurtó de padecer el riguroso examen de sus escritos a cargo de la Inquisición y de seguir quizá la suerte de otros espirituales de ese siglo.
La vida de San Juan es muy viajera. Castellano como fue de nacimiento, murió sin embargo en Andalucía, llevándole su destino por Medina del Campo, Salamanca, Ávila, Toledo, Baeza, Granada, Segovia y, finalmente, en el tiempo de su muerte, Úbeda.

## La biografía barroca
La biografía barroca es la forma en que se hacían las biografías en la época del barroco, forma que presentaba unos rasgos distintivos de su tiempo. Las biografías del siglo XVII español no tenían la finalidad informativa que se entiende hoy, sino más bien una función ejemplarizante. Y este rasgo destaca aún más si, como sucedió con San Juan de la Cruz, el biografiado estaba inmerso en procesos de beatificación y canonización. Esto afecta a cualquier Vida de San Juan de la Cruz que quiera redactarse hoy, porque una parte significativa de la información disponible proviene de biografías de época. Lo bueno que tienen es que fueron escritas al poco de morir la persona y las noticias que transmiten no son leyendas de orígenes inciertos sino declaraciones firmadas de testigos relevantes, que conocieron a San Juan en algún momento de su vida. Y en esto de los testigos habrá unos más fiables y otros menos, pero son muchos y cuentan muchas cosas. Esto a su vez presenta un inconveniente que no ha podido soslayarse aún. En el caso de San Juan de la Cruz, la persona llega descrita a través de otros. Lo poco que él dice de sí mismo, apenas dibujan la persona, que queda oculta tras la figura del santo y tras el muro de un discreto afán, llámese si se quiere humildad, por pasar desapercibido. Sin duda fue un santo para aquellos testigos y sus biógrafos, como es natural, ensalzaron esos aspectos, proporcionando una ingente cantidad de material para una biografía, más bien exterior, donde conviven con barroca naturalidad hechos naturales y sobrenaturales. A menudo la biografía se subordina a la idea, que es la ejemplaridad de una vida en Dios, y se convierte en hagiografía, donde prima la exaltación de la santidad a costa de la realidad inicial. La realidad está ahí pese a todo, suficientemente visible para trazar los rasgos grandes y medianos. No se duda de dónde nació, ni de donde vivió, ni de los cargos que tuvo ni de las personas que conoció, que son todas históricas y tienen sus propias biografías. Su obra por otra parte está bien fechada y delimitada. Su entrega a la imprenta y las diversas copias manuscritas que se hicieron permiten fijar los textos. Con esta realidad indubitable y natural coexisten sucesos sobrenaturales, típicos de la biografía barroca. Curaciones, milagros, tentaciones, exorcismos, levitaciones, mortificaciones, penitencias, apariciones del diablo, profecías (algunas bien históricas, por otra parte), persecuciones, etc. Todo ello sazonado con una muerte ejemplar y edificante, en olor de santidad, y unos huesecillos y enseres postreros, milagrosos ellos, convertidos al poco en reliquias. A menudo no es fácil siquiera decidir si un suceso es natural o sobrenatural. 
- Durante uno de sus viajes, se acercó corriendo un perrazo furioso. Su compañero, que a la postre narró el suceso, temió y quiso huir pero fray Juan le rogó que no tuviese miedo. Al acercarse el animal, fray Juan extendió la mano y el perro se amansó.[ref 6]

- Recién fundado el Colegio de Baeza en una casa de la ciudad reciben de noche la visita de unos trasgos, que meten estrépito y no dejan dormir. Es uno de los presentes quién narra el suceso.[ref 7]

- Se declara un incendio en unos campos y las llamas amenazan la iglesia del convento. San Juan se arrodilla ante ellas y queda en oración. Ya le están chamuscando el hábito cuando cambia el viento y las llamas se marchan por donde han venido, consumiéndose al poco.[ref 8]

- Muere una religiosa y fray Juan tiene la visión de su alma yendo al cielo. El suceso se lo contó a su madre, quien a su vez se lo contó a la declarante.[ref 9]

- Tiene en Ávila una visión de Cristo crucificado y la plasma en un pequeño dibujo, que todavía se conserva.[ref 10]

- En Segovia, mientras confiesa, parécele a algunos testigos que sale como un resplandor del confesionario, y hay un olor suave en el ambiente.[ref 11] Las vendas usadas durante su enfermedad final también tenían un agradable olor.

## Fontiveros y Medina
En la villa castellana de Fontiveros, sita en las rutas que desde el sur de la península conducían a las concurridas ferias de Medina del Campo, nació en el año 1542 Juan de Yepes, futuro Juan de la Cruz, como tercer vástago de la familia. Era su padre, Gonzalo de Yepes, miembro de una noble familia, oriunda de la localidad toledana de Yepes. Muertos los abuelos de Juan, su padre quedó al cargo de unos tíos suyos, que lo ocuparon en la contaduría de sus negocios. Por ese motivo viajaba con frecuencia a Medina. Durante esos viajes conoció en Fontiveros a Catalina Álvarez, joven hermosa pero de pobre condición con la cual se casó enamorado en 1529. A consecuencia de ello, fue repudiado por sus tíos quedando sin dinero ni oficio, obligado a aprender el de su mujer, que era tejedora de sedas. En 1530 nació Francisco de Yepes, el hermano mayor de Juan y después, un segundo hermano, llamado Luis. Al poco de nacer Juan, el padre murió de una dolorosa enfermedad dejando a la viuda en un extremo desamparo, al cargo de los tres hijos. Catalina intentó endosar al hijo mayor a unos parientes toledanos. Al no tener éxito, le enseñó el oficio de tejedor. Luis, el segundo hermano, murió en esos años, quizá por desnutrición. De la infancia de Juan en el pueblo no se sabe gran cosa. En una ocasión, jugando con otros niños cerca de una laguna cenagosa, cayó accidentalmente a ella:

...y vido, estando dentro una señora muy hermosa que le pedía la mano, alargándole la suya, y él no se la quería dar por no ensuciarla; y estando en esta ocasión llegó un labrador y con una ijada que llevaba le alzó y sacó fuera...

Incapaz de sobrevivir en Fontiveros, Catalina emigró con sus dos hijos a la cercana villa de Arévalo, un enclave histórico venido a menos. Allí se empleó con su hijo mayor en una tejeduría. Nada se sabe de Juan en ese tiempo. De Francisco sí se cuenta que pasó por una etapa disoluta, frecuentando malas compañías, y que luego se arrepintió.. A partir de ahí, se dejó instruir, haciendo frecuente oración, y recogiendo pobres de las calles. Conoció entonces a Ana Izquierdo, con la cual se casó. En 1551, la penuria familiar fue tal que se vieron obligados a emigrar nuevamente, esta vez a Medina del Campo. Camino de allí, se cuenta el siguiente suceso, cuya noticia proviene de la declaración efectuada por Juan de San José, confesor de Francisco de Yepes.

Viniendo el dicho venerable padre fray Juan de la Cruz con el dicho virtuoso varón Francisco de Yepes... a la dicha villa de Medina del Campo, a la entrada della, de una laguna de agua o del río Zapardiel (no se acuerda este testigo bien cuál de las dos partes fue), salió un pez de extraordinaria grandeza, como una ballena y más, y con la boca cubierta, bien como que acometía al dicho venerable padre, que era niño, para tragárselo; y el niño, temeroso, se encomendó a Dios, y desapareció el pez. Al cual vio el dicho Francisco de Yepes y se espantó de ver una cosa tan monstruosa... Y ansí se lo contaba a este testigo como cosa extraordinaria.

Asentada la familia en la parte norte de la villa, e incapaz de sostener con su oficio al pequeño Juan, le ingresó en un Colegio de la Doctrina. Eran estos colegios, instituciones de beneficencia que recogían niños pobres, huérfanos sobre todo, a quienes atendían en sus necesidades primarias y daban una primera educación y oficio. Colaboraban en esta última finalidad artesanos de la ciudad que tomaban como aprendices a los niños. El colegio de Medina había sido provisto con rentas por Don Rodrigo de Dueñas y los niños tenían la obligación de acudir a la Iglesia de la Magdalena para asistir a los religiosos. Juan fracasó sucesivamente como aprendiz de carpintero, sastre, entallador y pintor. Destacó sin embargo en los servicios religiosos, donde se ganó el aprecio de todos.
Otro suceso, también relacionado con el agua, tuvo lugar en ese tiempo. Se conservan varias declaraciones que difieren en lo milagroso del asunto.

Siendo este testigo vecino del Hospital desta villa..., fue ansí que un día, viniendo este testigo a comer a su casa, oyó decir entre mucha gente de la vecindad del dicho Hospital que el dicho niño de la Doctrina había caído en un pozo dél, y yéndole a sacar, porque se pensaba se había ahogado, porque el dicho pozo era muy hondo, y este testigo le ha visto, le hallaron al dicho niño de la Doctrina vivo dentro del pozo y que decía que una Señora le había tenido para que no se ahogase, y ansí le sacaron sin lesión ni daño alguno, y se publicó que la Virgen Nuestra Señora era la que le había sustentado y tenido para que no se ahogase; y este testigo vio después de pasado este caso muchas y diversas veces al dicho niño.

Quizás a raíz de este comentado suceso o de sus buenas cualidades, Juan fue requerido como recadero por Alonso Álvarez de Toledo, administrador del Hospital de Nuestra Señora de la Concepción, también conocido como Hospital de las bubas. Al mismo tiempo, comenzó a estudiar en el Colegio de la Compañía de los jesuitas, recién fundado. Dado que terminó sus estudios en el año 1563 se estima que debió empezarlos cuatro años antes, en 1559. Los estudios allí realizados fueron del tipo humanista que preconizaban los jesuitas, saliendo de allí al menos con conocimientos de griego, latín y retórica, y habiendo aprovechado bien en ellos, según relata, entre otros, su propio hermano. En estos años tomó su primer contacto con los clásicos latinos y españoles.
Acabados sus estudios con 21 años, Alonso Álvarez, el administrador del Hospital quiso que se ordenara sacerdote y quedase al servicio de la institución. Algunas órdenes religiosas se interesaron también por él. Un día, sin embargo, salió en secreto del Hospital y se acercó al convento que tenían los carmelitas en Medina, provisional mientras el definitivo se construía. Allí solicitó el ingreso en la orden y, casi al momento, recibió la tonsura y tomó el hábito, de color marrón y capa blanca, adoptando entonces el nombre de fray Juan de Santo Matía.

## La Orden de Nuestra Señora del Carmen

Escudo de la Orden del Carmen.

La elección de la orden del Carmen se ha querido rodear de una aureola de revelación milagrosa o talante reformador. No hay tal. Le guiaba más el amor a la Virgen como aseguran algunos que le trataron entonces. La Orden del Carmen retrotrae sus orígenes a una comunidad ascética que se formó a mediados del siglo XII (1156) en el Monte Carmelo, una elevación situada en la tierra de Palestina. Esta comunidad fue fundada por Bertoldo de Calabria, soldado al servicio de Godofredo de Bouillón que, pese a tal condición, había prometido consagrarse a la religión si la ciudad de Antioquía, asediada entonces por Adalberto Zanghis, resistía y se salvaba. Como así ocurrió, Bertoldo organizó un eremitorio regido por unas reglas sueltas que su sucesor, San Brocardo unificó. Para ello, Alberto de Jerusalén, patriarca de Jerusalén extendió una regla en forma de 16 puntos.
1.- Uno de los hermanos será elegido prior y los demás le prometerán obediencia.
2.- Cada hermano tendrá una celda separada, elegida por el prior.
3.- Nadie podrá cambiar de celda sin permiso.
4.- La celda del prior estará en la entrada, para recibir a los que vengan.
5.- Todos permanecerán día y noche en su celda, orando y meditando, si no tienen otra cosa legítima que hacer.
6.- Los que sepan leer y recitar, rezarán las preceptivas Horas Canónicas.
7.- Ningún hermano tendrá nada de su propiedad. Todo será común y el prior lo distribuirá según las necesidades.
8.- El oratorio estará en el medio de las celdas.
9.- Se reunirán ciertos días para tratar la observancia y corregir las negligencias.
10.- Ayunarán desde la Exaltación de la Cruz hasta Pascua, excepto por enfermedad u otra causa justificada.
11.- No comerán carne, excepto por enfermedad.
12.- Cultivarán la fe, la justicia y la castidad.
13.- Trabajarán en silencio.
14.- Se respetará el silencio desde completas hasta prima, y lo que se hable fuera de ahí, no será ocioso.
15.- El prior meditará las palabras: El que quiera ser mayor, hágase siervo.
16.- Los hermanos honrarán al prior con humildad.
Según esta regla, la vida carmelitana era eminentemente contemplativa y estaba marcada por la soledad, la renuncia y el silencio. En los siglos siguientes la orden pasó a Europa, donde se adaptó la regla primitiva y se fundaron conventos para mujeres. En los siglos XIV y XV cundió la opinión de que la regla primitiva era demasiado rigurosa por lo que Eugenio IV concedió una mitigación, consistente en levantar el ayuno, el silencio, la separación de celdas y la prohibición de comer carne. Esta regla, llamada mitigada, se siguió desde entonces en casi todos los conventos, incluido el de Medina. Fray Juan terminó su noviciado en Medina en el año 1564, profesando los votos en el mismo convento, recibiendo los votos el superior de la casa y actuando como testigos fray Ángel de Salazar, provincial de Castilla y Alonso Álvarez de Toledo. La fórmula de la profesión fue:

Ego frater Ioannes ut infra promitto obedientiam, paupertatem et castitatem Deo et reverendo patri fratri Ioanni Baptistae Rubeo, de Ravena, priori generali Ordinis Carmelitarum.

Apenas profesó pidió permiso para observar la regla primitiva de la orden. Se tiene de entonces vaga noticia de la composición de unas canciones poéticas, que no se conservan ni parecen guardar relación con sus obras posteriores.

## Salamanca

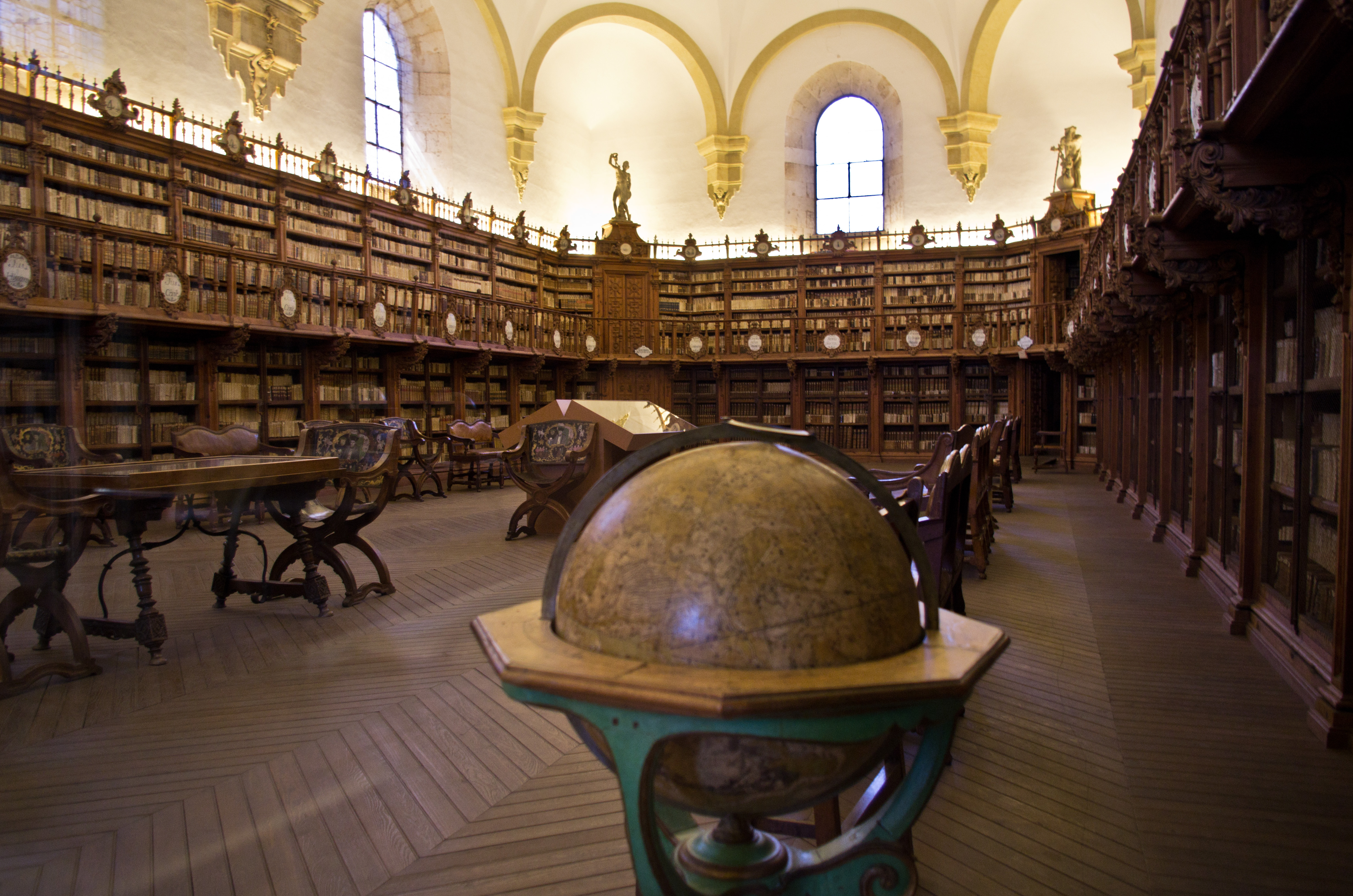
Biblioteca de la Universidad de Salamanca.

La Universidad de Salamanca vivía en esos tiempos su época de mayor esplendor, tanto por la calidad de sus docentes como de su enseñanza. Había siete mil alumnos matriculados en las diferentes facultades, destacando por número el derecho, las lenguas y la teología. Los carmelitas disponían en Salamanca del Colegio de San Andrés, que estaba obligado a acoger con adecuada hospitalidad a los estudiantes de la Orden que acudían a la ciudad para seguir las clases universitarias. El Colegio de San Andrés era un medio para la restauración cultural del Carmelo en España, motivo por el cual recibía en esos años especial atención por parte de los generales de la orden. Tenía categoría de Studium generale por lo que disponía de estudios propios y un cuerpo docente. El régimen de vida era riguroso. Los alumnos tenían prohibido salir de él, si no era para asistir a las clases de la universidad y debían hacerlo de dos en dos, y guardando la debida compostura.
Fray Juan de Santo Matía aparece matriculado en la universidad el 6 de enero de 1565 junto al resto de alumnos del Colegio. Se desconoce qué estudios cursó pues la información disponible deja una laguna de ignorancia que solo se puede mitigar describiendo el ambiente general universitario. Los estudiantes del Colegio llevaban un doble régimen de estudios, los del colegio y los universitarios. De los estudios universitarios se tiene cierto conocimiento. Los estudiantes estaban sentados en bancos sin respaldos, escuchando al maestro, que debía disertar sobre su tema sin leer ningún papel. No se permitía dictar la lección, prohibición que profesores y alumnos se saltaban, unos para dar tiempo a que los alumnos tomasen notas y, los otros, pateando el suelo si juzgaban que el profesor se apresuraba demasiado. Las clases se impartían en latín. La enseñanza está influida por el tomismo, aunque los maestros tenían libertad para comentar, ampliar, refutar o enmendar al aquinate, introduciendo elementos platónicos o averroístas. En general, había un ambiente liberal que admitía a discusión cualquier sistema u opinión. Dentro del Colegio de San Andrés, por su parte, se estudiaba teología a través de las obras de dos destacados maestros de la orden: Juan Baconthorp (1290-1345) y Miguel de Bolonia.
Este es el ambiente general en el cual pudo estudiar fray Juan de Santo Matía. Se sabe que aprovechó bien sus estudios, porque fue nombrado prefecto de estudiantes. El contraste entre los sistemas estudiados le dio flexibilidad de pensamiento, mientras que el férreo estilo escolástico le ayudó a fundamentar y estructurar su futura teología mística. Al respecto, las primeras inquietudes pudieron ocuparle el año 1567, tiempo en que debía ingresar en la Facultad de Teología. Era costumbre que los nuevos teólogos defendiesen públicamente una tesis de ingreso frente a estudiantes más avanzados. San Juan había dedicado especial atención a los textos místicos de San Dionisio y San Gregorio de Nisa, y estudiado algunas ideas de su tiempo, encontrando en éstas una mala inteligencia del hecho místico. Aunque no se conserva nada de su disertación, se sabe que fue calificada de excelente.

## Duruelo

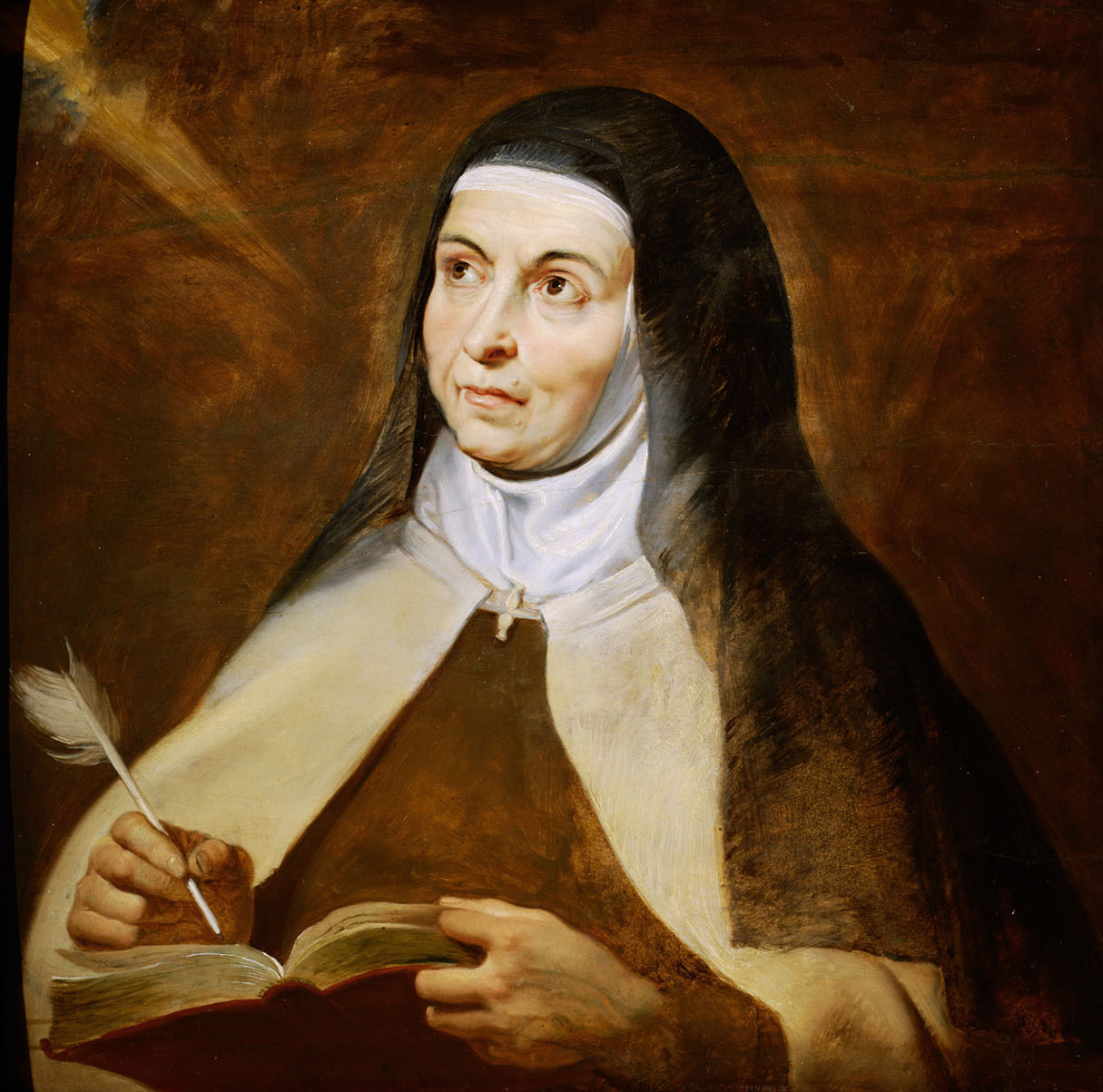
Santa Teresa de Jesús, en un cuadro de Peter Paul Rubens (1615).

Mientras tanto, en ese año de 1567 andaba la Orden revuelta por el empeño que ponía una mujer en reformarla. Teresa de Jesús tenía desde hacía unos meses el beneplácito de sus superiores para fundar conventos de monjas en Castilla. Había pedido además permiso para extender la reforma a los frailes, y andaba buscando frailes que pudiesen comenzarla. La madre Teresa llegó a Medina del Campo el 14 de agosto de ese año con intención de fundar su segundo convento de Descalzas. Allí expuso sus planes a fray Antonio de Heredia, prior del convento de Santa Ana, que se ofreció para ser primero en la reforma. Como era ya mayor, la madre Teresa le pidió que esperase, temiendo que no habría de aguantar el rigor de la vida reformada. También le hablan de un virtuoso estudiante de Salamanca, que en esos días había venido a cantar su primera misa. Es el propio fray Juan, con quien se entrevista en septiembre u octubre de ese año. Meditaba fray Juan abandonar el Carmelo y los estudios para pasarse a la Cartuja, mucho más penitente y recogida. Al conocer los planes de la Madre Teresa para la reforma de los frailes, que incluían permiso para fundar dos conventos de frailes reformados, cambió de idea y se comprometió a seguirla con la única condición de que no se tardase mucho. Después de la entrevista, la madre Teresa comentó a sus hijas que ya tenía fraile y medio para la reforma. Fray Juan volvió a Salamanca para terminar sus estudios. 
En el verano de 1568, acabado el año escolar, fray Juan volvió a Medina, donde se encontró otra vez con la madre Teresa. En el ínterin le habían ofrecido un casuco de labranza en una localidad bien humilde de la provincia llamada Duruelo, difícil de encontrar, incluso queriendo. Allí se proponía fundar el primer convento de descalzos, propósito que secundaron de buen grado fray Juan y fray Antonio. Durante el verano se sucedieron los preparativos. Llegado el momento, fray Juan se adelantó acompañado de un albañil con vocación de lego para preparar la casa. Llevaba con él unos pocos enseres, unas estampas para adornar una improvisada iglesia y unos relojes de arena para regular la vida conventual. El camino hasta Duruelo transcurría por la Moraña. Duruelo era un lugarejo en un vallecillo, encajonado entre altozanos de encinas. La casuca tenía portal, cámara, desván y cocinilla. Acometida la reforma, avisaron a sus superiores. Mientras esperaban, la vida en Duruelo transcurrió haciendo penitencia y apostolado. Francisco de Yepes, el hermano de fray Juan, se acercó a ver a su hermano. Salían temprano a predicar a los lugares vecinos.
El 27 de noviembre llegaron unos carmelitas a Duruelo. Algunos venían a la fundación, entre ellos el provincial fray Alonso González. Otros, como fray Antonio de Heredia, venían para quedarse. Este último se lamentó entonces de que fray Juan hubiese mudado el hábito, porque de esa forma ya no podía ser el primero, como era su deseo. Al día siguiente, después de celebrada la misa, fray Antonio de Heredia, fray Juan de Santo Matía y un diácono llamado fray José de Cristo se acercaron al altar y dieron cumplimiento al doble ritual de renunciar a la regla mitigada por Eugenio IV, para volver a la regla primitiva sin mitigación. El acta de fundación dice:

Nos, fray Antonio de Jesús, fray Juan de la Cruz y fray José de Cristo, comenzamos hoy, 28 de noviembre de 1568 a vivir según la regla primitiva.

Todos ellos trocaron su nombre. Fray Antonio de Heredia adoptará el nombre de fray Antonio de Jesús y fray Juan de Santo Matía firmará de ahí en adelante como fray Juan de la Cruz.

## Mancera y Alcalá de Henares

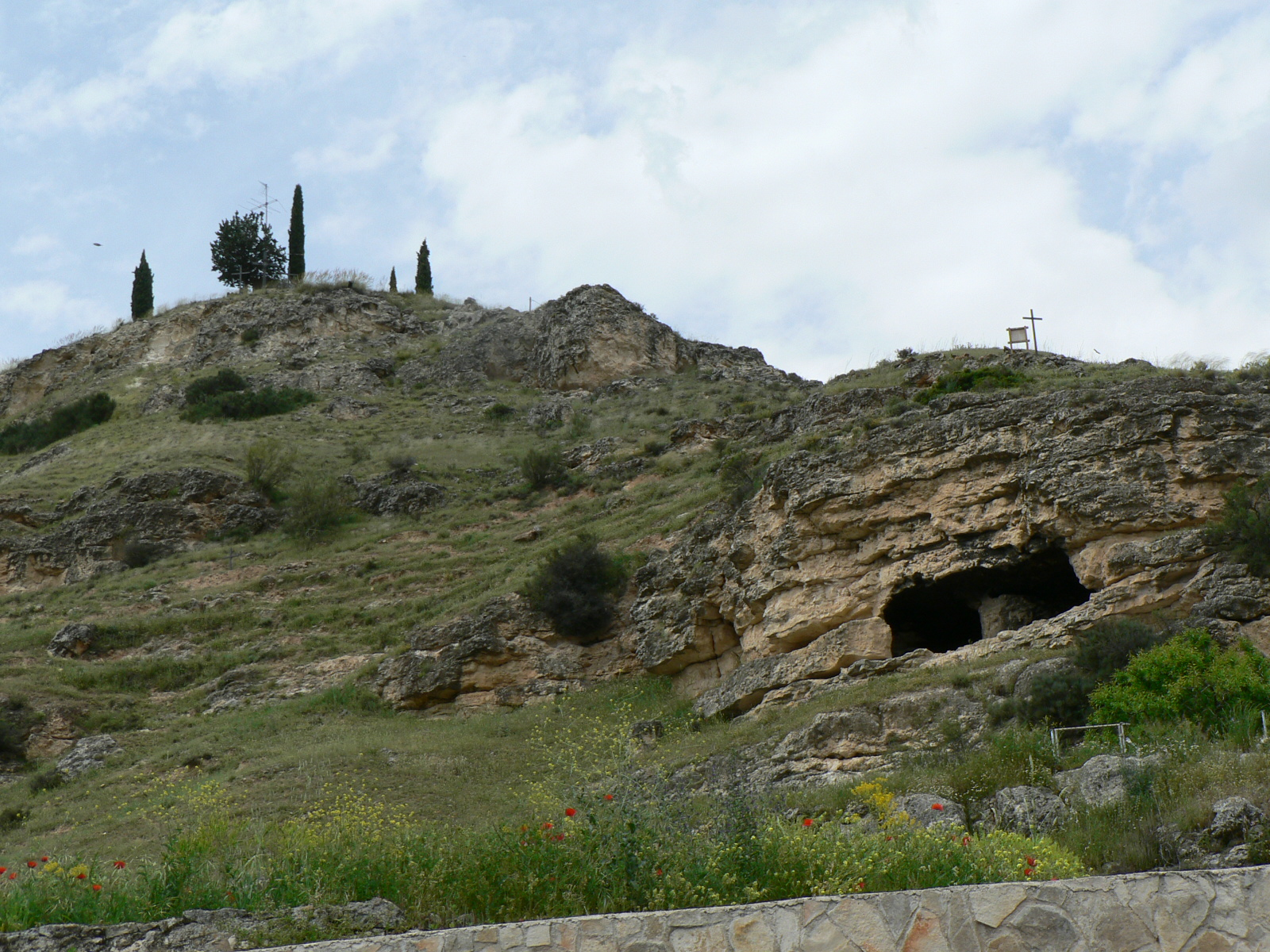
Roquedas y cuevas en Pastrana.

Próximo a Duruelo, a eso de una legua, estaba el pequeño pueblo de Mancera de Abajo, donde Don Luis de Toledo, primo del duque de Alba, tenía un palacio residencia. Año y medio después de la fundación de Duruelo, fray Antonio ganó la voluntad de Don Luis, que les cedió una iglesia construida por él mismo, y les invitó a trasladarse allí. Como Duruelo se había quedado pequeño, la comunidad accedió al traslado, previo permiso del provincial. La ceremonia de fundación de Mancera, celebrada el 11 de junio de 1570, fue más solemne, siendo acompañada por numerosa gente, no solo de allí sino venida también desde Salamanca. La primitiva fundación quedó desierta y arruinada poco después. Fray Juan hubiese seguido su vida reformada de no ser porque fue reclamado para dos empresas. El 13 de julio de 1569, se había fundado el segundo convento reformado, cerca de la localidad alcarreña de Pastrana, constituido por dos ardorosos napolitanos, Ambrosio Mariano Azaro y Juan Narduch que habían sido ganados para la reforma por la madre Teresa. Desde Alcalá acudieron novicios y la nueva fundación se convirtió en el primer noviciado. La madre Teresa temía que un celo mal entendido desfigurase el verdadero espíritu carmelitano, por lo que solicitó que la vida espiritual de Pastrana fuese guiada por Juan de la Cruz. Fray Juan recibió la orden y emprendió el camino de treinta leguas, acompañado por el hermano fray Pedro de los Ángeles. El itinerario marcado en la época pasaba por Ávila, Navalperal de Pinares, Robledo de Chavela. De allí se bajaba hasta Navalagamella, dejando a la izquierda una insignificante población, convertida inopinadamente en centro del reino por la fábrica en ciernes de un rocoso y austero palacio: San Lorenzo de El Escorial. Móstoles, Madrid, Alcalá de Henares y Pastrana completaban el camino. Cuatro profesos y diez novicios formaban en ese momento la comunidad de Pastrana, incluyendo gente ilustre, religiosos antiguos y aventajados universitarios. Durante un mes, fray Juan organizó la vida espiritual dotando a la comunidad de reglas y prácticas. Después partió de allí y desanduvo el camino a Mancera.
En noviembre de 1570 se detuvieron en Mancera tres monjas descalzas que iban camino de Salamanca, a la fundación que la madre Teresa ha promovido allí. Una de ellas es una joven hermosa y capaz llamada Ana de Jesús, aún novicia, que se convertirá más adelante en una de las principales discípulas de fray Juan. Durante su estancia, recibieron instrucciones para ordenar su futura vida conventual. Por esos días se estaba gestando asimismo la fundación del convento de Alba de Tormes. Fray Juan acudió y se empleó en labores varias, igual confesaba que tomaba los apeos de albañil, derribaba muros y sacaba escombros. La fundación de este nuevo convento se realizó el 24 de enero de 1571. De aquellos días dejó recuerdo la mansedumbre de fray Juan.
La labor reformadora y formadora de fray Juan prosiguió en otros lugares. El 1 de noviembre de 1570 se había fundado en la ciudad de Alcalá un Colegio de Descalzos, que era a la sazón el primero y única de la reforma. Andaba la institución falta de un rector por lo que el comisario apostólico fray Pedro Fernández extendió una patente para fray Juan, que la recibió en Mancera de manos del prior fray Antonio y motivó su partida hacia Alcalá en abril de 1571. Le acompañó en ese nuevo viaje entre las dos Castillas el mismo fray Pedro de los Ángeles con el que fue a Pastrana, pero esta vez no aguarda el término de su misión, pues llegados a Alcalá se volvió. Fray Juan se quedó en la ciudad del Henares y ya no volvió más a Mancera. La casa donde empezó la reforma se aparta así de su camino.
La organización del Colegio de Alcalá no se conoce demasiado. La falta de profesorado propio motivaba que los estudiantes acudiesen a la Universidad Complutense. Alcalá, al igual que Salamanca, era uno de los centros culturales del país y la vida estudiantil estaba presente por doquier. Entre el bullicio de los estudiantes destacaba la sobriedad de los alumnos del colegio que pasaban silenciosos, con hábito pobre y capa blanca, pies desnudos y actitud modesta. Fray Juan vestía un burdo sayal que no le alcanzaba el tobillo y no llevaba sandalias. Su aspecto apacible ganó nuevos estudiantes para la reforma, entre ellos Inocencio de San Andrés quien será luego uno de sus discípulos más allegados. Siendo rector de Alcalá ocurrió un altercado en Pastrana cuya resolución le fue encomendada. Sucedió que se había hecho cargo de la dirección espiritual un maestro cuyo rigor penitencial había soliviantado, y quebrado también, las voluntades de los novicios. Si el eje de la reforma carmelita era la vida contemplativa, este maestro entregaba a sus discípulos a prácticas extravagantes que poco tenían que ver con ella, como salir a los bosques vestidos como pobres y acarrear leña para intentar venderla en los pueblos vecinos por sumas desorbitadas de dinero, sumas que obviamente nadie querría pagar, y motivaría que los novicios tuviesen que soportar insultos e impertinencias. Las reacciones eran diversas, a veces de fina ironía. Un caballero preguntó a un novicio llamado fray Ambrosio Mariano la razón de acarrear leña a cuestas. Este respondió: 

Porque así nos calienta dos veces.

Más allá de estas ocurrencias particulares, había descontento y preocupación porque el prestigio de la reforma estaba en entredicho, por lo cual debió requerirse que fray Juan volviese allí. El 23 de abril de 1572 estaba en Pastrana, donde ordenó la vida de la comunidad, regulando las salidas y prácticas penitenciales. Después de eso regresó a Alcalá.

## Ávila

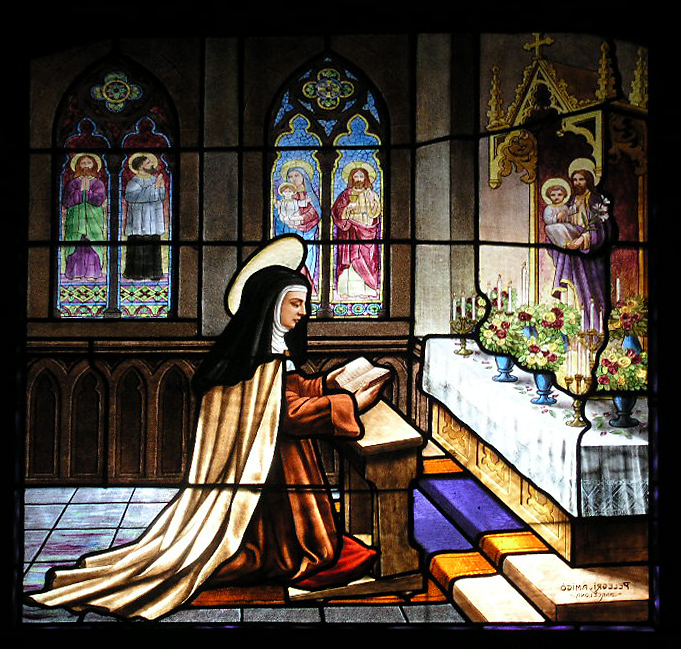
Vitral de Santa Teresa.

En 1571, la madre Teresa fue nombrada, a su pesar, priora del Monasterio de la Encarnación de Ávila, sito en su ciudad natal y bien conocido de ella por haber estado allí. Si bien la decisión fue del comisario apostólico fray Pedro Fernández, la aceptación le vino a la madre Teresa, según ella cuenta, de una pequeña revelación donde el Señor le urgió a aceptar el encargo.
La Encarnación de Ávila era un convento amplio y populoso, que contaba a la sazón con ciento treinta monjas, por demás hambrientas dada la escasez de recursos que padecía el convento, y temerosas también de que la Madre Teresa, que venía de fuera, impusiese allí la vida rigurosa de la reforma. Las dificultades y la soledad con que enfrentaba su tarea motivó que solicitase del mismo comisario que fray Juan de la Cruz fuese nombrado director espiritual del convento. Había reticencias porque dicho nombramiento podía suponer un desaire para los padres calzados que, desde siempre, habían realizado esa tarea. De cualquier modo, fray Juan dejó el cargo de rector en Alcalá y se trasladó al convento que los frailes de la observancia tenían en Ávila, cerca de la muralla. Allí vivían otros frailes descalzos como él, que las autoridades de la orden habían mezclado con los calzados por ver si esa convivencia mejoraba el tono general de la vida carmelitana. No era fácil que ocurriese. Durante un tiempo, fray Juan compartió las labores de confesión con los padres calzados habituales. Poco a poco, su influencia se dejó sentir entre las monjas que empezaron a preferirle en detrimento de sus antiguos confesores. La convivencia no debía ser buena, porque fray Juan y un compañero de la reforma llamado fray Germán de San Matías, abandonaron el convento de los padres calzados y se trasladaron a una casuca con un corralillo, adosada a la Encarnación, que la madre Teresa les había dispuesto.
La dirección espiritual de fray Juan en el convento de la Encarnación consiguió los objetivos pretendidos por la madre Teresa. El descontento inicial fue cediendo y la comunidad de monjas enderezó su malestar hacia la vida espiritual pretendida. Un capítulo aparte de su estancia en Ávila la constituye la colaboración con la madre Teresa. Uno y otro eran espíritus singulares y cimas de la mística. La madre Teresa había tenido muchos directores pero la dirección de fray Juan le pareció tan acertada que con el tiempo diría: Después que se fue, no he hallado en toda Castilla otro como él. Por otra parte, fray Juan no conoció otro espíritu con tanta riqueza de experiencias místicas. La guía espiritual de fray Juan era rigurosa y deshacía sin consideración todo gusto por el apetito de las cosas, tanto de las cosas divinas como de las humanas. Se cuenta que la madre Teresa gustaba de comulgar con hostias grandes porque así le parecía que tenía al Señor más tiempo con ella. A poco que lo supo, fray Juan le hizo comulgar no ya con una hostia pequeña sino con media, para que la madre se desapegase de ese gusto. En otra ocasión, estando en Beas privó de la comunión a unas monjas, que se complacían demasiado en el sacramento. También se la negó una vez a Ana de Jesús.
Se conserva en el Monasterio de la Encarnación un locutorio donde se narra el siguiente suceso. Hablando un día fray Juan y la madre Teresa de la Santísima Trinidad, fray Juan fue movido como por una fuerza irresistible y se levantó, o fue levantado súbitamente, quedando de pie. Uno de los biógrafos de su tiempo añade que el ímpetu fue tal que salió despedido hacia el techo, llevándose incluso la silla. La madre Teresa, sorprendida, preguntó por lo ocurrido:

- ¿Ha sido movimiento de oración?
- Creo que sí -respondió él.

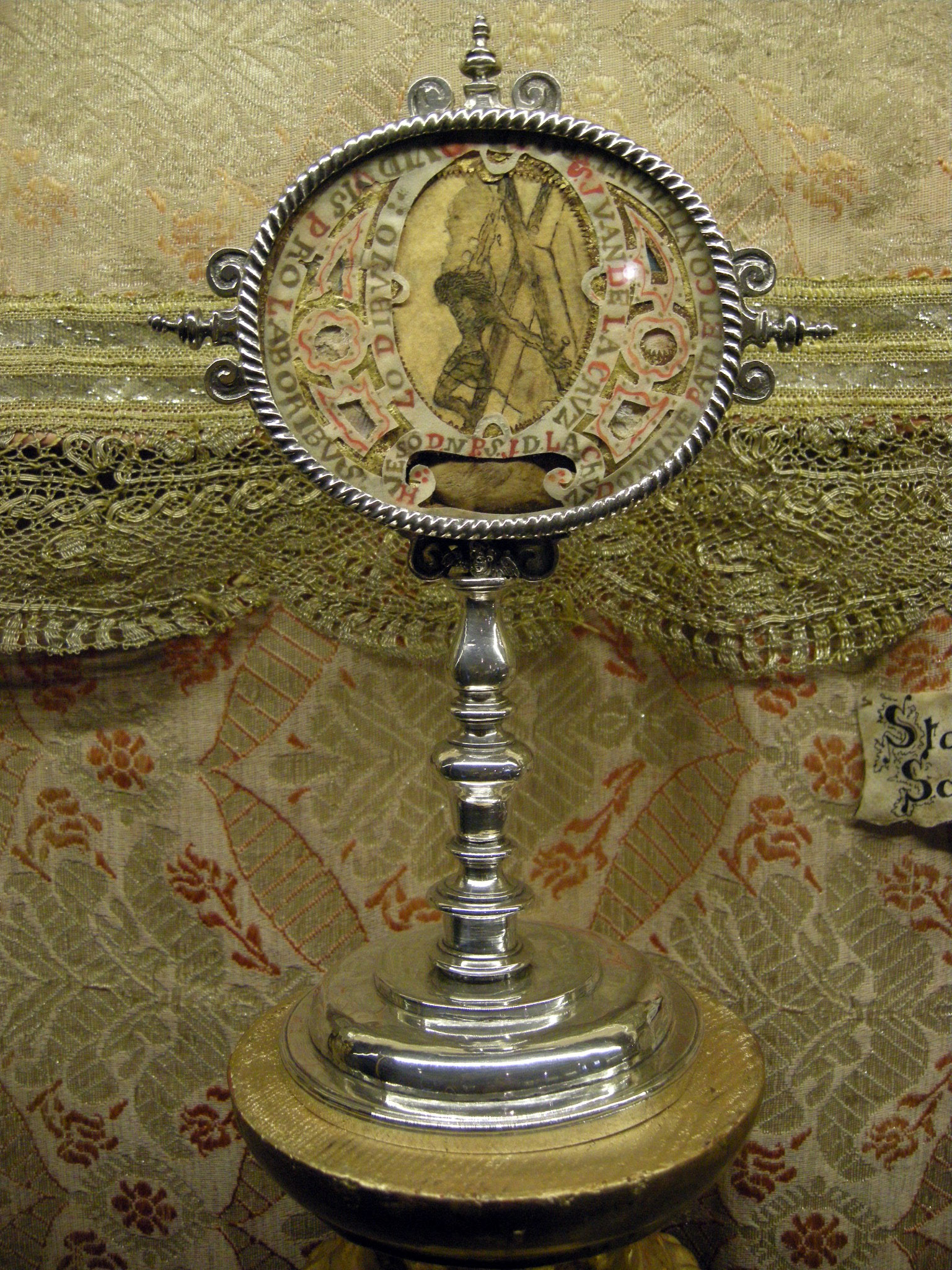
Cristo de San Juan de la Cruz, en el Monasterio de la Encarnación de Ávila.

Otra vez, tuvo fray Juan una visión de Cristo crucificado, que se aparecía visto desde una perspectiva superior, colgando de la cruz con los brazos descoyuntados y la cabeza caída. Fray Juan plasmó la visión en un pequeño papel y se la entregó a una de las monjas del convento con la que tenía más trato. Este dibujo todavía se conserva en ese mismo convento, en un sencillo relicario de madera dorada. En otra ocasión, murió una monja en el convento y fray Juan contempló cómo su alma subía al cielo. Durante su estancia en la ciudad ocurrieron asimismo algunas cosas, extramuros del convento.
- Había un rico caballero, comidilla de la ciudad, que visitaba y regalaba a una monja. El asunto causaba inquietud tanto en la casa del caballero como en el convento. La monja confiesa con fray Juan y decide no verle, tras lo cual el caballero espera a fray Juan y, presa de la ira, le sorprende y apalea dejándole bien curtido. Fray Juan evita la denuncia y lo único que dirá después es que se le hicieron dulces los palos, como a San Esteban las pedradas.[ref 59]

- Una noche, estando solo, allanó la casuca en que vivía una joven de buena familia y mejor presencia que le seguía desde hace tiempo. Fray Juan resistió la tentación y conminó a marcharse a la joven, que volvió a su casa avergonzada de lo que había hecho.[ref 60]

- En el colegio agustino de Nuestra Señora de Gracia, era notoria una joven monja que explicaba con gran tino las escrituras a pesar de no haber cursado estudios ni tenido maestros. Había sido visitada por teólogos de reputado prestigio de la Universidad de Salamanca: Fray Luis de León, Mancio de Corpus Christi... Se requirió al fin la presencia de fray Juan que, después de una hora de trato con la joven, afirmó rotundamente Señores, esta monja está endemoniada. Según se dijo, con seis años la monja había extendido una cédula de entrega al demonio, firmada con su propia sangre. Después de esto se inició un largo y penoso proceso de exorcismo, que duró meses y del que dan cuenta varios testigos.[ref 61]

- En otra ocasión fue a Medina del Campo, donde había una monja enferma de la que se decía que tenía un mal espíritu. Tras confesar a la monja, dijo que no era nada de eso sino falta de juicio. Estando en la ciudad visitó a su madre y allí debió contarle el suceso de la monja difunta cuya alma había visto ascender a los cielos.[ref 62]

En diciembre de 1575, el prior de los calzados de Ávila decidió quitar de en medio a los confesores descalzos mediante el expeditivo método de apresarlos y llevarlos a la cárcel conventual de Medina del Campo. Las monjas y parte de la ciudad protestaron airadamente y gracias a la intervención del nuncio Ormaneto los captivos volvieron y fueron confirmados en su puesto.(JRV p.45) Empezaban las dificultades.

## Dificultades de la reforma
La Orden del Carmen tenía por general en esos días a Juan Bautista Rubeo que había autorizado la fundación de varios conventos reformados porque la reforma era vista, al menos al principio, con buenos ojos. En 1567, el Papa había extendido un breve para que el rey Felipe II nombrara dos comisarios apostólicos, independientes del general y con plenas atribuciones. Fueron nombrados dos padres dominicos: fray Pedro Fernández y Francisco de Vargas. Mientras fray Pedro Fernández ejerció su labor en consonancia con el general de la orden, el segundo tomó algunas decisiones contrarias al espíritu integrador con que se había iniciado la reforma. Así, mientras que en Castilla se tomó la homeopática medida de mezclar calzados y descalzos para estimular la reforma de los primeros, en Andalucía se dio a los descalzos el convento calzado de San Juan del Puerto en Huelva. Además, se fundaron conventos en Sevilla, Granada y la Peñuela, contraviniendo las intenciones del general del Carmen. En 1574, se reunió una junta de provinciales españoles que envió a Roma un negociador, fray Jerónimo Tostado, para conseguir que los comisarios apostólicos fuesen nombrados por la orden. A resultas de ello, el Papa derogó el nombramiento de los dos comisarios, decisión que no gustó al legado apostólico en España, el nuncio Ormaneto. Su reacción fue nombrarlos reformadores con iguales atribuciones que antes. La decisión provocó la abierta oposición de los calzados que enviaron a Roma informes negativos y protestas, no siempre objetivos. El general de la Orden escribió dos cartas a la Madre Teresa, que no las recibió hasta mucho más tarde. En medio de esta situación, el capítulo de la orden se reunió en Piacenza en mayo de 1575. Ante las quejas de los calzados y el silencio de los descalzos, el capítulo tomó una serie de medidas encaminadas a aniquilar la reforma. Nombrar un visitador para calzados y descalzos, supresión de los conventos andaluces que habían sido fundados sin licencia y la prohibición de fundar nuevas casas. Para la madre Teresa se dispuso que quedase recluida en un convento de su elección. Se requirió asimismo el apoyo del brazo secular, del nuncio y los legados apostólicos.
Jerónimo Tostado obtuvo el cargo de visitador y volvió a España a mediados de 1576 con el ánimo decidido de acabar con la reforma. Las cosas sin embargo no salieron como esperaba. Al presentar sus credenciales ante las autoridades le fueron retenidas por el Consejo Real, pretextando discordancias con las disposiciones pontificias del nuncio. Incapaz de cumplir su mandato, regresó a Portugal, para alivio de la madre Teresa, que dijo: Nos ha librado Dios del Tostado. En septiembre, se convocó en Almodóvar una junta de descalzos que reunió a los superiores de los nueve conventos de la Reforma: Mancera, Pastrana, Alcalá, Altomira, Granada, La Peñuela, Roda, Sevilla y Almodóvar. Fray Juan de la Cruz fue invitado a acudir en deferencia a su condición de primer descalzo. En ese capítulo se aprobó una Constitución para la reforma, que era un compendio de lo que ya se venía haciendo y de las disposiciones dadas tanto por los generales de la orden como por fray Antonio de Jesús y fray Juan de la Cruz en Duruelo. La constitución establecía un equilibrio entre la vida activa y la contemplativa, escasa en esto último para las tesis que defendía fray Juan. Además de la regulación interna se tomaron algunas medidas para defender la reforma de los ataques externos. Se acordó enviar a Roma a dos Padres para defender ante el Papa la reforma de los ataques que recibía. También se decidió que fray Juan cesara en su puesto de vicario y confesor de la Encarnación, con objeto de evitar tiranteces con los calzados. Ninguna de las dos disposiciones se llevó a efecto.
En junio de 1577 murió el nuncio Ormaneto, que había defendido a capa y espada la reforma. Su sucesor Felipe Sega era del parecer contrario y a su nombramiento comenzaron los calzados a dar los primeros pasos para desmantelar la reforma. A finales de 1577, el dos de diciembre, un grupo de calzados y seglares armados se allegaron a la casita donde vivía fray Juan, descerrajaron la puerta y prendieron a fray Juan y a su compañero, llevándolos presos al convento del Carmen. Allí fueron azotados dos veces. Días después los dos presos fueron sacados de Ávila. El compañero de fray Juan fue llevado a Medina mientras que a él lo llevaron, entre maltratos y grandes rodeos, hacia la ciudad imperial, al convento calzado que tenía allí la Orden. Realizó el traslado el padre Maldonado prior del convento, siguiendo la orden dada por el visitador Jerónimo Tostado, que requirió que fray Juan le fuese llevado. En cuanto tuvo noticia del secuestro, la madre Teresa escribió al rey, suplicándole que hiciese algo. Poco se pudo hacer. Con gran secreto, fray Juan fue encerrado en una celda del convento de Toledo. Nadie sabía donde estaba y los calzados se conjuraron para ocultar su paradero.

## Toledo
El convento del Carmen de Toledo, principal entre los conventos de la orden, se erigía en el lado sur de la ciudad sobre el abrupto tajo que da nombre al río. Fue así hasta el año 1808 en que quedó destruido por la guerra que sostuvieron españoles y franceses. Vivían en el recinto ochenta religiosos, de los cuales era superior el padre Hernando Maldonado, el mismo que había secuestrado a fray Juan por orden de Jerónimo Tostado. Llegó preso fray Juan al convento a mediados de diciembre, y al poco compareció ante un tribunal de calzados, formado por el visitador, el padre Maldonado y otros padres. Allí se le leyó el acta del capítulo celebrado en Piacenza el año anterior, que decidía el desmantelamiento de los conventos andaluces y, so pena de excomunión, se le conmina a abandonar la reforma y volver a la observancia. Más allá de la decisión personal que se le instaba a tomar, estaba el hecho de que siempre había actuado siguiendo las órdenes de sus superiores, tanto de su general como de los visitadores. La fundación de Duruelo-Mancera, la de Pastrana y todas las de Castilla se habían realizado con la aquiescencia de los superiores y no se veían afectadas por la resolución del capítulo general. Tampoco él podía ser acusado de desobediencia, por más que, como primer calzado y maestro destacado de la reforma, se le tuviese por un obstinado rebelde. La muerte del nuncio no anulaba per se los nombramientos hechos y no sería hasta unos meses después que su sucesor los derogase. Legalmente no podía ser obligado a nada, extremo que no fue respetado por el tribunal. Después del poco éxito que tuvieron las amenazas y los ofrecimientos halagadores se le condenó en rebeldía y encerró en la cárcel conventual. A los dos meses se le cambió a un sitio preparado exprofeso para él, de seis pies por diez de planta y con la única abertura de una saetera en lo alto de tres dedos por la que solo a mediodía entraba luz suficiente para poder leer. Era tan exigua la celda que fray Juan, con lo pequeño que era, apenas cabía. El lugar era antes un servicio y por eso carecía de luz. El lecho se confeccionó con una tabla echada en el suelo y dos mantas raídas. De ropa, la que llevaba, sin poder cambiarse. En estas precarias condiciones tuvo que soportar el invierno toledano, cuyo rigor hizo que se le despellejasen los dedos de los pies. 
A la inhumanidad del habitáculo se sumaron luego diversos padecimientos y humillaciones, por lo pronto, una mala alimentación a base de agua, pan y sardinas, si acaso algunas sobras, y ayuno prescrito tres días a la semana. No se producía este ayuno en la soledad de su celda, sino que esos días era sacado de su celda y cenaba con los frailes, pero no sentado como ellos sino de rodillas en el suelo. Después de la cena, el superior le increpaba, recriminando largamente su rebeldía, acusándole de sostener la reforma para ser tenido por santo. Los viernes recibía de balde una disciplina circular que se extendía por el tiempo de un miserere. Dispuestos los frailes en círculo, desnudaban su espalda y por turno la castigaban de recio con varas. A veces, los frailes hablaban frente a su celda, fingiendo el final de la reforma para atormentarle. Fray Juan soportaba todo con dulzura. Algunos novicios lamentaban lo que ocurría. Mientras, la madre Teresa no cesaba de buscar. Las pesquisas señalaban a Toledo por lo que escribió a la priora de las descalzas, Ana de los Ángeles, para que investigase. Nada consiguió averiguar. El silencio que cubría el paradero de fray Juan era absoluto, pues cualquiera que lo ayudase recibiría un severo castigo.
A los seis meses de cautiverio se hizo cargo de su guarda un nuevo carcelero, venido de Valladolid. Se trataba de un joven llamado fray Juan de Santa María, que tenía mejor corazón que el anterior carcelero. Por lo pronto, evitó cuando podía bajarle al refectorio, y le trajo una nueva túnica. Viendo su mejor disposición, fray Juan le pidió un día tinta y papel para escribir cosas de devoción. A partir de ahí, aprovechando el mediodía, cuando entraba luz por la aspillera, comenzó a transcribir poesías que, durante su encierro, había ido componiendo mentalmente. De esa manera, en prisión y a hurtadillas de sus captores, redactó las primeras 31 estrofas del Cántico espiritual, que es uno de sus tres poemas mayores, varios romances y el poema La fonte que mana y corre. Quizá compuso también, en todo o en parte, el segundo de sus poemas mayores Noche oscura. Su situación, por lo demás, no mejoró gran cosa.
Esta eclosión poética ocurrida en la oscuridad de aquella celda no tiene explicación. Se ha dicho de San Juan de la Cruz que es Poeta máximo de obra mínima, queriendo significar que su poesía nació perfecta, sin antecedentes ni ensayos. Como tal perfección exige de natural una ejercitación continua o frecuente, se han buscado precedentes en el periodo anterior de su vida: en el colegio de Medina, en el convento de Santa Ana, en Salamanca, en Ávila. Pruebas, lo que se dice pruebas, no las hay de nada. Quizá se puede situar alguna composición en el tiempo de Ávila, fruto del trato con Santa Teresa, que también era escritora y poetisa, pero todo resulta insatisfactorio. La altura poética alcanzada por fray Juan durante el encierro en Toledo semeja el Salto de Roldán, una suerte de acto heroico, imposible de acometer en una sola jornada.

## Fuga
En julio de 1578, arreció el conflicto entre calzados y descalzos. El nuncio Felipe Sega revocó la patente de visitador de Jerónimo Gracián (llamado en religión Jerónimo de la Madre de Dios) y entregó a los calzados el gobierno de los descalzos. El rey y el Consejo Real se opusieron, dejando sin derecho la medida. Pese a eso, los calzados actuaron de hecho y el Tostado se afanó en destruir la reforma. En medio de este conflicto, no parecía que hubiese intención de liberar a fray Juan, ni dejar el maltrato pertinaz al que se le sometía. Permanecía preso por voluntad del Tostado, que no pensaba en soltarlo. El calor en Toledo, riguroso también, era insoportable en la celduca donde estaba y fray Juan se sentía desfallecer. Declaraciones posteriores aseguran que la idea de la fuga, y la fuga misma, fueron promovidas por Dios. Inocencio de San Andrés, que oyó de fray Juan el relato completo de la fuga, relata que el Santo puso en manos de Dios el asunto y, a los tres días, sintió el fuerte impulso de hacerlo y la confianza de que Dios le ayudaría. La primera y más directa dificultad era que no sabía donde estaba, más allá de que era en Toledo. En nueve meses, había salido de la celda solo de noche, para bajar al refectorio. Así, se ofreció al carcelero para verter el servicio que tenía en la celda. Este accedió y varias veces a partir de entonces, el carcelero le llevó a una sala para que tomase el aire. Era la hora de la siesta y los monjes descansaban. Fray Juan aprovechó esos ratos para examinar el entorno. Miró por las ventanas, viendo que caían a una corrala bien abajo. Un día, aprovechó que guardaba hilo de coser y midió la altura, suspendiendo de él una pequeña piedra. El hilo se lo había dado el carcelero para remendar su ropa. En la celda midió la longitud de las mantas, con idea de hacerlas tiras y apañar una especie de cuerda. Calculó que le iba a faltar una cierta altura, pero que descolgándose a lo último podía tirarse sin gran peligro. Otra cosa que hizo mientras comía el carcelero fue aflojar los tornillos del candado para holgarlos y que, llegado el momento, cediesen desde dentro dando un empujón. Mediado agosto, la fuga está preparada. Fray Juan pidió perdón al carcelero por las molestias que le causaba y le regaló un crucifijo que llevaba con él, en agradecimiento.
El 14 de agosto, el Padre Maldonado le negó la posibilidad de decir misa. Una noche, que puede ser la del 16, el carcelero le trajo la cena y se ausentó. Aprovechó fray Juan el momento para aflojar el candado. El carcelero no se dio cuenta del sabotaje y, acabada la cena, le encerró y se fue. Habían venido ese día dos frailes, que dormían en la sala contigua. La puerta estaba abierta y también las ventanas exteriores pues hacía mucho calor. A las dos de la mañana, una vez dormidos los frailes, fray Juan empujó la puerta de la celda y cedió el cierre. Uno de los huéspedes despertó al oír los tornillos, pero se durmió poco después. Fray Juan recogió sus enseres, entre ellos su cuadernillo con las poesías, y las mantas, pergeñadas ya para la fuga. Cruzó en silencio la primera Sala. En la segunda, salió a un mirador donde ató un cabo de la cuerda y echó el resto abajo. Había luna. Su cuerpecillo se descolgó como pudo por la improvisada cuerda y, en llegando a su término se dejó caer. Al levantarse, se encontró en un patio cerrado por altos muros, al que dio vueltas y vueltas angustiado, buscando una salida. Por una esquina, aprovechando agujeros, consiguió sin saber cómo encimar un muro. Siguiendo por su filo llegó a una calle solitaria y se descolgó. No sabía dónde estaba. Quería llegar al convento descalzo de las hijas de la madre Teresa, pero ignorando que estaba ahí mismito a la vuelta, caminó desorientado por la ciudad. Llegó a la plaza de Zocodover. Había un bodegón abierto y la gente que estaba allí le invitó a quedarse. Piensan que no le han abierto en el convento por llegar tarde. Fray Juan se excusó y siguió adelante. Las verduleras, que cuidaban el género en la plaza, le increparon. Más adelante, vio una puerta abierta y, entrando, suplicó a un caballero que le dejase dormir allí mismo. Por la mañana, salió de allí y se encaminó al convento de las descalzas. Llamó al torno y dijo: 

Hija, fray Juan de la Cruz soy, que me he salido esta noche de la cárcel. Dígaselo a la madre priora.

Enterada la priora, le acogió en la clausura para hurtarlo a los calzados, que habían descubierto ya la fuga y le buscaban. Llegaron al poco dos frailes preguntando por él, e inspeccionaron el locutorio y la iglesia. Los alguaciles vigilaban el convento y también los caminos. Mientras, las monjas estaban asustadas del acabado aspecto de fray Juan. Apenas hablaba. Sus ropas no se tenían, ni él tampoco. Pusieron su empeño en cuidarle, dándole comida y ropa. Él fue contando, casi sin voz, su penuria pasada. A mediodía, se cerró la iglesia y fray Juan recitó allí los versos compuestos en la cárcel. Las monjas copiaron cada palabra embelesadas. Era un gozo del cielo oírle. Por la tarde, la priora Ana de los Ángeles, avisó a un benefactor de la comunidad, Don Pedro González de Mendoza y le explicó lo ocurrido. Acordó llevarse a fray Juan, para que pasase la noche en el Hospital de Santa Cruz.
Mientras, en el convento calzado, cara le salió la fuga a su carcelero. Fray Juan de Santa María fue castigado conforme dicta la regla. Era ahora el último de la comunidad y quedaba privado de la voz y el voto. Algunos frailes se alegraban en silencio del fin de la ignominia. Él guardaba para sí la cruz que le había dado fray Juan, teniéndola en gran estima.

## El Calvario
La reforma pasaba entonces por su peor momento y los descalzos habían convocado un capítulo el 9 de octubre de ese año de 1578 en el convento de Almodóvar para enfrentar la situación. A ella acudió también fray Juan de la Cruz, quizá avisado por fray Antonio de Jesús. Fray Juan había pasado estos dos meses recuperándose en el Hospital de Santa Cruz, al cuidado de D. Pedro González de Mendoza. Dos de sus criados le habían acompañado, débil aún, a la villa manchega. Era la primera vez que veía a los suyos en varios meses y enseguida le pusieron un enfermero. La situación de la reforma era mala. Casi a la desesperada se había convocado aquel capítulo, sobre cuya legalidad existían fundadas dudas. Tres decisiones tomaron durante el capítulo: la primera fue elegir un provincial, cargo que recayó en fray Antonio de Jesús. La segunda fue enviar un legado a Roma, fray Pedro de los Ángeles para conseguir la segregación de la descalcez en una provincia aparte. Como fray Pedro era prior de El Calvario en la sierra de Segura, la tercera decisión fue nombrar a fray Juan de la Cruz prior de ese mismo convento para sustituirle. Después del capítulo se presentó en Almodóvar fray Juan de Jesús Roca, nuevo prior de Mancera, que les advirtió que la reunión era ilegal y no tenían autoridad para nombrar un provincial. Se encontraban por tanto en una situación peligrosa, ya que estaban desafiando la autoridad del nuevo nuncio. Los capitulares decidieron trasladarse a Madrid para informarle personalmente de las decisiones tomadas y someterlas a su aprobación. Fray Juan de Jesús Roca fue retenido un mes para evitar que informase él primero. Antes de despedirse fray Juan le dijo a fray Pedro de los Ángeles, el que había de ir a Roma: 

Iréis a Italia descalzo y volveréis calzado.

Nadie lo entendió en ese momento, pues fray Pedro era hombre de vida rigurosa como el que más. Sin embargo, su misión en Roma cedió antes los halagos y regresó a España, no solo traicionando la encomienda recibida, sino volviendo a la observancia primitiva. Mientras, los que habían ido a Madrid toparon con un nuncio iracundo que estalló furioso al conocer la reunión y, sin escucharlos para nada, se deshizo en insultos hacia ellos, los encarceló y excomulgó. 
Fray Juan de la Cruz marchó hacia el sur, acompañado por los dos criados de González de Mendoza. Desde Almodovar cruzaron La Mancha para descender por El Condado hasta Vilches, pasando por las Navas de San Juan camino de Santisteban hasta llegar a Beas. Había allí un convento de descalzas, cuya priora era Ana de Jesús, a quien había conocido cuando era subprior en Mancera. Fray Juan despidió a los criados y se quedó una temporada, pues estaba muy débil. Ana de Jesús al verlo tan frágil y decaído mandó a la M. Francisca de la Madre de Dios y a Lucía de San José, que le cantaran las Liras en loor a los trabajos; eran unas coplas en alabanza a los trabajos. Cuando escuchó la primera estrofa, el santo quedó extasiado. 

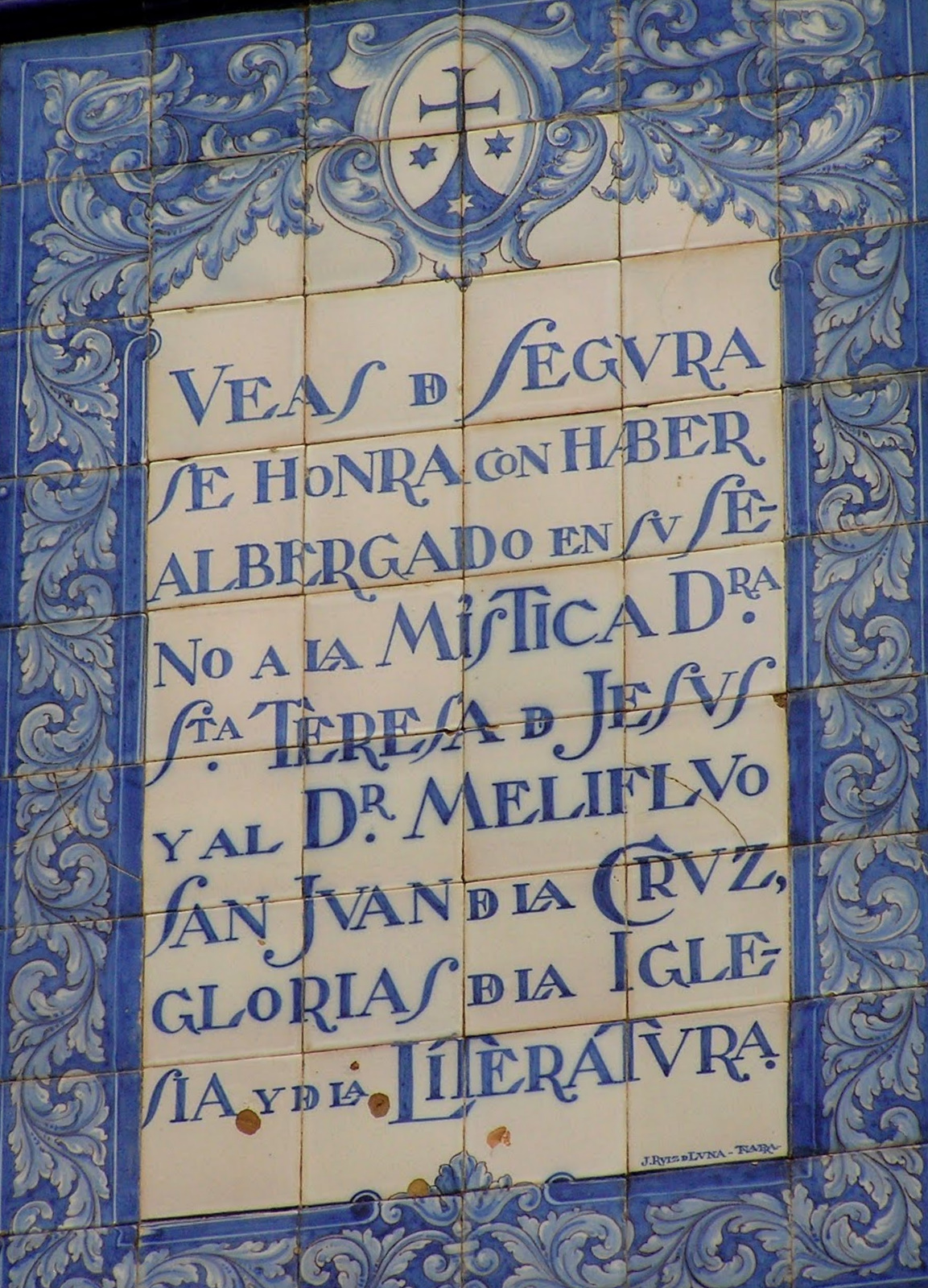
Placa conmemorativa en Beas del tercer centenario de la canonización de Santa Teresa. (Azulejos talaveranos, diseñados por el ceramista Juan Ruiz de Luna.)

Durante esos días, habló con la priora acerca de varias cosas, entre ellas de la madre Teresa. En esas conversaciones se refirió a ella como a su hija, expresión chocante viniendo de alguien tan joven como fray Juan. Ana de Jesús escribió a la madre Teresa, refiriéndole el atrevimiento de tal expresión y aprovechó para pedir asimismo un confesor. La reprimenda de la Madre Teresa fue contundente:

En gracia me ha caído, hija, cuan sin razón se queja pues tiene allá a mi padre fray Juan de la Cruz, que es un hombre celestial y divino; pues yo le digo a mi hija que, después que se fue allá, no he hallado en toda Castilla otro como él ni que tanto fervore en el camino del cielo.

En el ínterin, fray Juan confesó a algunas monjas, que sintieron ya los beneficios de su dirección espiritual. 

Me llenó el interior de una gran luz, que causaba quietud y paz.
Decl. de Magdalena del Espíritu Santo

En diciembre de 1578 partió del convento de Beas hacia el del Calvario, que distaba de allí unas dos leguas al sur. Debió ir acompañado ya que ni conocía los caminos ni estaba en condiciones de caminar solo. Por fuertes pendientes llegó al convento, antiguo caserón, donde vivían con gran rigor unos treinta frailes. Fray Juan empezó a instruirles, moderando la penitencia que hacían, en ocasiones exagerada, en favor de un espíritu de fe y amor, del que andaban flojos hasta entonces. La vida que llevaban era, en cualquier caso, rigurosa. Comían lo que encontraban, si había pan, tomaban pan y si no, caldo de hierbas silvestres. Las cogía el cocinero con ayuda de una burra, razonando el cocinero que si la burra las comía, también podían hacerlo los frailes. A veces eran tan amargas que debían sacarlas a medio cocer y exprimirlas fuera antes de echarlas de nuevo. Dormían sobre una estera, sin nada para cubrirse, como no fuese el propio hábito. La dirección de fray Juan era estricta y no permitía imperfecciones. Un fraile que comió a hurtadillas una cereza, recibió una reprimenda al confesarlo. También gustaba de salir de paseo por los campos colindantes, aprovechando entonces para instruir a la comunidad. La relación con los seglares amigos era excelente. Venían a menudo de visita, compartían la comida con los frailes y confesaban con fray Juan. Se admiraban de encontrarle, siendo como era el prior, fregando platos o tallando pequeñas imágenes a golpe de lanceta.

## Beas de Segura

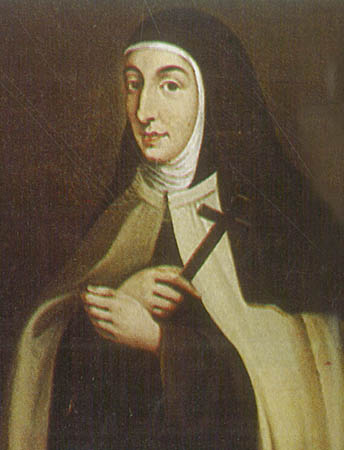
Ana de Jesús, retrato anónimo.

Todos los sábados, quizá por encargo concertado por la Madre Teresa, fray Juan dejaba El Calvario y se dirigía a Beas de Segura, para confesar a las monjas. Eran dos leguas de camino hacia el norte, una de subida suave por la solana del monte que separa ambas fundaciones y otra de bajada abrupta por la umbría. Desde la cima del monte se podía avistar tanto las estribaciones de la sierra de Segura al sur como las de la sierra Morena al norte, por la zona de Chiclana. Abajo, las blancas casas de Beas de Segura se apiñaban junto al río y, cerca de él, el convento, adosado a la iglesia parroquial. El anterior confesor tenía costumbre de despachar las confesiones en media hora. Fray Juan quiso dedicar el sábado y el domingo a este menester, tornando el lunes a su convento. Confesaba sin prisas, dando a cada persona el tiempo y la atención que necesitaba, sin distinguir entre unas y otras. En poco tiempo, las monjas pudieron apreciar el acierto de la madre Teresa al recomendarlas a fray Juan. Para ellas, fue un director espiritual muy cabal, al que escuchaban con atención, dejando todo. Para fray Juan, esta comunidad religiosa fue su preferida y supuso para él un acicate para escribir. A resulta de algunas conversaciones añadió algunas estrofas más al Cántico espiritual, empezado en prisiones. También prosiguió la costumbre de dejar consejos y cautelas escritos en pequeños billetes, que ellas conservaban como tesoros. Asimismo pergueñó en aquellos días una obra que ocupa un lugar especial entre las suyas, por tratarse de un dibujo, de una ilustración que, como aquel Cristo crucificado, supone una de las pocas excursiones de fray Juan fuera de la literatura. El dibujo, del que se conserva el autógrafo dedicado a Magdalena del Espíritu Santo, es un compendio gráfico y poético de la teología mística sanjuanista, que se conoce como Monte Carmelo o también Monte de perfección.

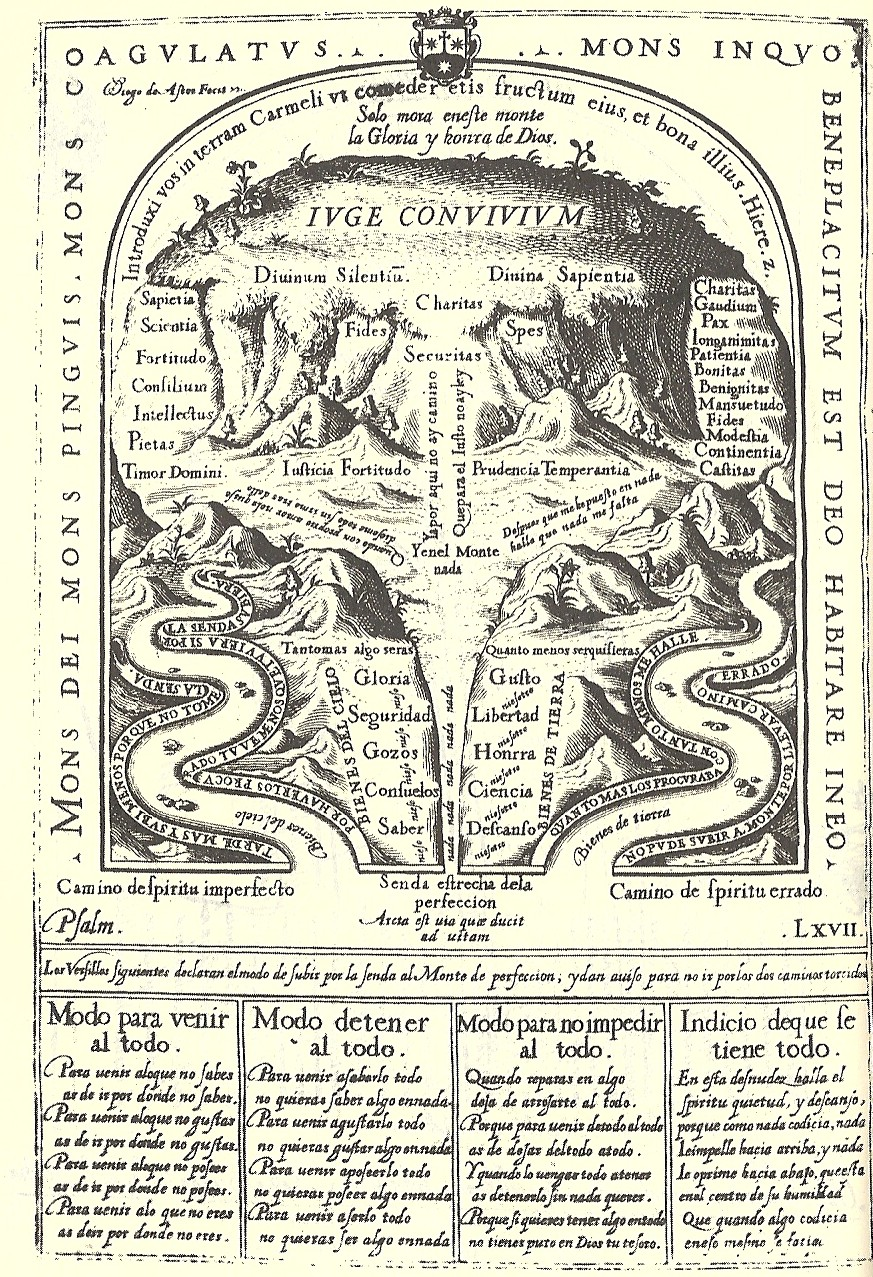
Monte de perfección.

Consiste el dibujo en tres caminos que suben a un monte, uno por la izquierda, otro por la derecha y otro, bien estrecho, recto por el centro. El camino de la derecha es un camino de imperfección:

(Bienes) del suelo, posesiones, gozo, saber, consuelo, descanso.

Cada uno de los bienes lleva a su lado una glosa, la misma, que se repirte seis veces:

Ni eso, ni eso, ni eso, ni eso, ni eso, ni eso.

Acompaña las negaciones una leyenda a modo de conclusión:

Cuando menos lo quería, téngolo todo sin querer.

El de la izquierda, que también es camino de imperfección, dice:

(Bienes) del cielo, gloria, gozo, saber, consuelo, descanso.

Todos ellos van negados:

Ni esotro, ni esotro, ni esotro, ni esotro, ni esotro, ni esotro.

Y concluye:

Cuando ya no lo quería, téngolo todo sin querer.

El camino del centro es un canal recto que llega a lo alto del monte. En su cuello figura:

Senda del Monte Carmelo: espíritu de perfección. Nada, nada, nada, nada, nada y, en el monte, nada.

Arriba, el camino se abre a un espacio amplio salpicado de palabras y leyendas. Arriba se dice:

Ya por aquí no hay camino, porque para el justo no hay ley; él para sí es ley.

Asimismo están los dones del Espíritu Santo, y también un aviso:

Sólo mora en este monte, honra y gloria de Dios... No me da gloria nada... No me da pena nada.

En la base del dibujo figuran unas estrofas, que compendian la ruta apofática del camino sanjuanista:

Para venir a gustarlo todo,
no quieras tener gusto en nada.
Para venir a saberlo todo,
no quieras saber algo en nada.
Para venir a poseerlo todo,
no quieras poseer algo en nada.
Para venir a serlo todo,
no quieras ser algo en nada.

Además de cultivar la sola espiritualidad, fray Juan ocupó sus ratos libres en Beas como albañil y jardinero, empedrando suelos, entabicando, arreglando los altares de la iglesia y arrancando hierbas. Se cuenta que en uno de los viajes, mandó a paseo a una mujer que se le insinuó con ademanes lascivos, diciendo que a un demonio del infierno admitiría por compañero antes que a ella.

## Baeza

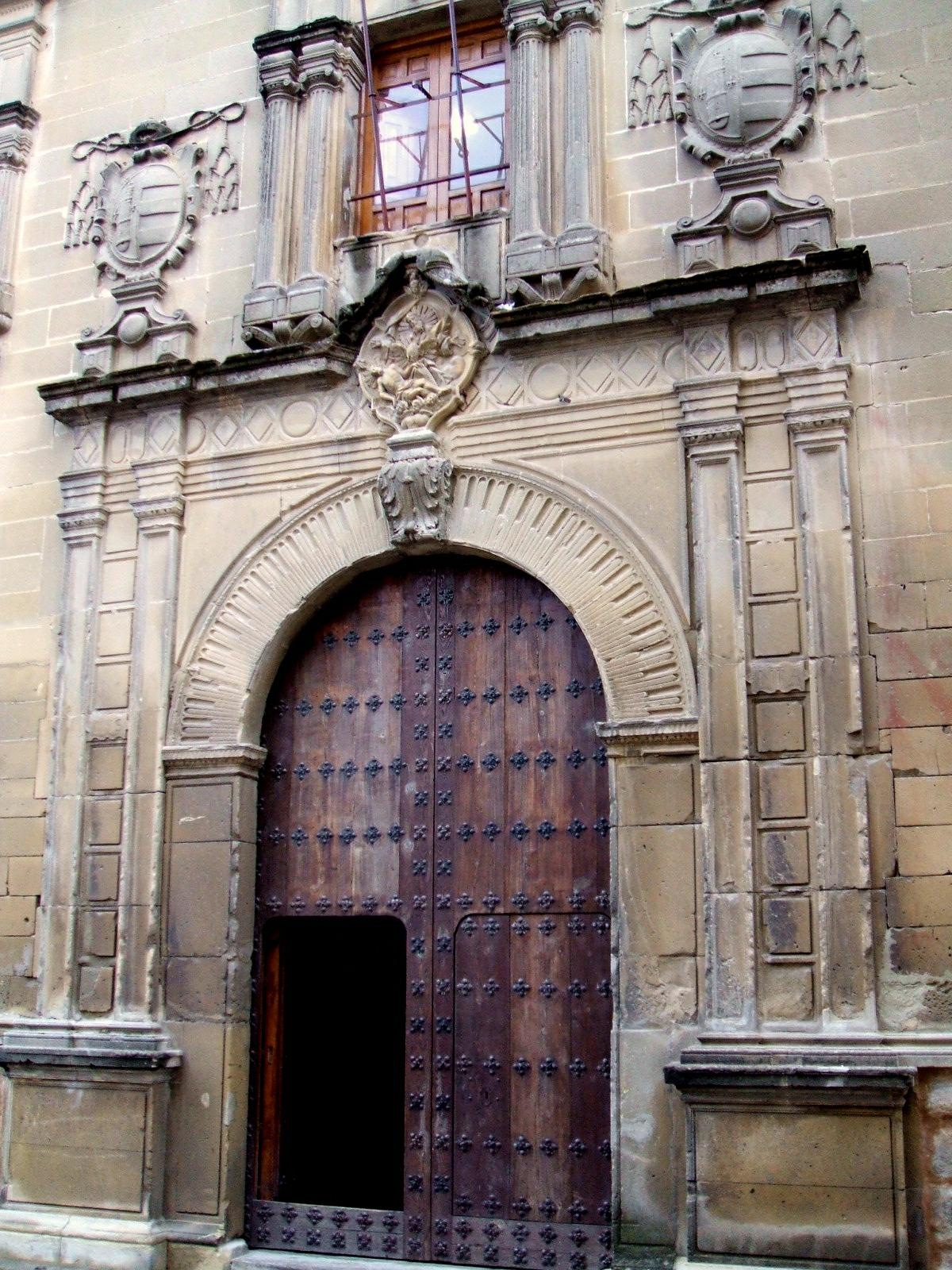
Universidad de Baeza: Portada de acceso al claustro.

En 1579, a fray Juan se le encomendó la creación y dirección de un colegio descalzo en Baeza, localidad andaluza conocida por su universidad como Salamanca y Alcalá. Vino la encomienda motivada por la insistencia de algunos doctores de la Universidad, discípulos de San Juan de Ávila, que admiraban la vida descalza e insistían en la fundación. Una vez que se obtuvieron los permisos de sus superiores y del obispo de Jaén, fray Juan hizo un primer viaje y adquirió una casa, no muy lejos de la puerta de Ubeda y de la Universidad. Conseguida la casa, volvió luego en junio acompañado de tres frailes, entre ellos Inocencio de San Andrés. Las monjas de Beas les habían proporcionado lo necesario para empezar. En la noche del 13 de junio, armaron un altar y al día siguiente, día de la Trinidad, tocaron la campana. Los vecinos acudieron para ver quién habitaba la casa y, allí mismo, se celebró la primera misa. A lo largo del día recibieron la visita de diversos amigos, entre ellos los doctores de la universidad. Se les ofrecieron colchones, que fray Juan rehusó amablemente. A la noche, que era la segunda que pasaban allí recibieron también una visita. Apagadas las luces del candil comenzaron a oír ruidos. Fray Juan aseguró que eran duendes y que no había nada que temer. Al apagar de nuevo las luces, oyeron estrépito de tazas rotas. A la mañana siguiente no encontraron nada de eso. Durante de una semana se repitieron aquellos sucesos. Una de las veces, los duendes, así se cuenta, engancharon a fray Juan de las piernas y le hicieron caer. Más allá de eso, que no pasa de anécdota, la normalidad llegó poco a poco a la casa. De los conventos del Calvario y la Peñuela llegaron novicios y se puso en marcha el colegio, el primero que tenía la reforma en Andalucía. Fray Juan organizó la vida del colegio, aprovechando su experiencia universitaria de Salamanca y su estadía como rector en el Colegio de San Cirilo de Alcalá.
Las primeras matrículas se formalizaron en 1580. La Universidad de Baeza, pequeña en relación con Salamanca y Alcalá, tenía sin embargo fama. El edificio estaba junto a la muralla y consistía en un patio con un claustro superior alrededor del cual se ubicaban las pequeñas aulas. La universidad había sido fundada en 1540 por Rodrigo López y Juan de Ávila que había promovido sobre todo las humanidades. La apertura del colegio movió a un intercambio en dos sentidos. Por una parte, los alumnos del colegio cursaban estudios en la Universidad y, por otra, alumnos y catedráticos de la Universidad se acercaban al colegio descalzo para tratar con fray Juan temas de doctrina y sagrada escritura. Se organizaron discusiones públicas en el colegio, al modo de las Universidades. La actividad colegial se completó con las actividades propias de la vida activa y de la vida contemplativa. Se reza, se barre, se friega, se celebran oficios, se hacen penitencias. Un capítulo particular fue el cuidado de enfermos, prolijo en el año de 1580, donde se desató el Catarro universal. La epidemia de 1580 tuvo enferma no solo a la comunidad de Baeza sino a casi toda la ciudad y la península. Víctima del mismo murió su madre en Medina.
Fray Juan de la Cruz dedicó mucho tiempo a la guía y formación de espíritus. La mística era en aquellos tiempos un afán relativamente común en toda clase de gentes y no exclusivo de frailes y monjas. La dificultad de encontrar un director espiritual experimentado, que supiese señalar y corregir las desviaciones que podían producirse hizo que fray Juan fuese visitado y requerido por muchas personas, de la ciudad y del entorno, como confesor y director espiritual. Frecuente en esos tiempos fue que recorriese periódicamente las distintas fundaciones descalzas de monjes y monjas para ocuparse de su dirección. Además de eso, muchos particulares que querían cultivar su espíritu acudían a él. 
La guía de fray Juan era, según los relatos de los propios afectados, dulce pero rigurosa. Para mitigar la distancia solía escribir pequeñas notas con consejos que remitía a los interesados. Fray Juan sabía motivar a la gente hacia la vida espiritual, corrigiendo su quehacer de modo suave y progresivo. Se mostraba en cambio crítico y riguroso con los apegos materiales y espirituales. Una vez negó la comunión a Ana de Jesús, por desearla en demasía. El mismo vicerrector del colegio se quedó en una ocasión sin su prédica, por gustarse predicando: Mejor es que no predique quien predica con propia voluntad.
Geográficamente, su labor como director espiritual le llevó por muchos caminos de Andalucía. De Baeza subía a Beas una o dos veces al mes, para atender a la comunidad de allí, que sería siempre su preferida. Además, como estaba cerca, solía visitar también El Calvario, su primer destino andaluz. Alguna vez fue requerido para ir a la Peñuela, en el confín de Despeñaperros, y también a Caravaca, en Murcia. Solía viajar con algún compañero, a pie siempre a todos lados. Precisamente en este último lugar en una de sus siete visitas le cogió cuando murió Catalina de Jesús el 24 de febrero de 1586, enviaron mensajeros de Beas a Caravaca y permaneció el cuerpo de Catalina sin enterrar hasta que no llegó fray Juan.

## Granada

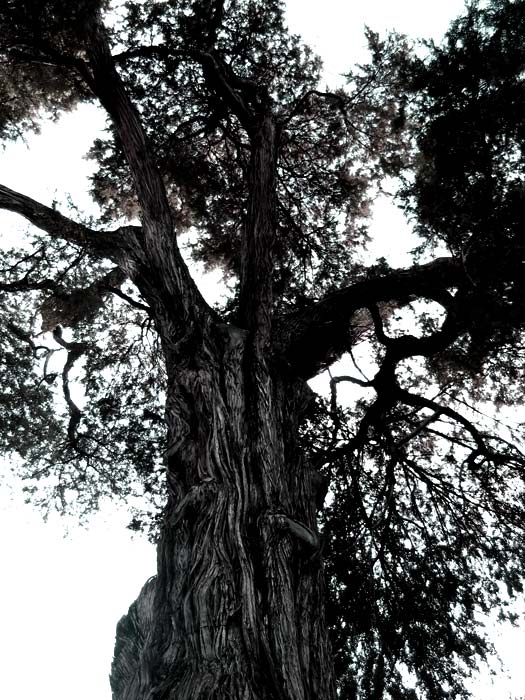
Cedro de San Juan de la Cruz, en el Cármen de Los Mártires de Granada.

La compleja situación que vivía la reforma desde la muerte del nuncio Ormaneto y la toma de posesión de su hostil sucesor, el nuncio Sega, se prolongó durante esos años hasta el verano de 1580. El rey Felipe II y los miembros del Consejo habían protegido la reforma de las iras del nuevo nuncio y así, a base de tiras y aflojas, de aclaraciones y mediaciones, el Papa Gregorio XIII extendió, a petición del rey, un breve declarando la segregación de los descalzos en una provincia aparte, con derecho a tener provincial propio. Ello suponía la emancipación de la reforma de la observancia que tantos impedimentos había puesto. La madre Teresa, convaleciente aún del catarro que había azotado la península, instó a sus monjas a rezar y dar gracias por la nueva situación.
Después de unos meses se convocó a los descalzos a un capítulo en la villa de Alcalá de Henares en fecha de 3 de marzo de 1581. Fueron convocados al mismo los priores de los conventos reformados, así como el Rector de Baeza, fray Juan de la Cruz. Este se puso en camino con tiempo llevando por compañero a Inocencio de San Andrés. Los actos capitulares fueron seguidos con interés en la ciudad. Fray Juan y otros tres compañeros fueron elegidos definidores. Jerónimo Gracián fue elegido provincial. En los días siguientes se redactaron las constituciones. El rey Felipe, que se hizo cargo de los abultados gastos del solemne capítulo, fue recordado por los capitulares, que determinaron celebrar por él misa perpetua en pago por lo mucho que le debían. El 16 de ese mes se clausuró el capítulo y todos volvieron a sus respectivas casas. 
Ese año tuvo fray Juan dos encargos. El primero le condujo a Caravaca (30 leguas) para presidir la elección de cargos en el convento reformado de descalzas. El segundo le llevó primero a Ávila y luego a Granada. Había intención en esos días de fundar un convento de descalzas en Granada. Ana de Jesús, priora hasta hace poco de Beas, andaba con el propósito de traer a la fundación a la madre Teresa, que estaba en Ávila, en el convento de San José. Fray Juan fue delegado para que tratase el asunto con el provincial y con la madre Teresa, así que emprendió de nuevo el camino hacia Castilla, acompañado quizá por fray Pedro de los Ángeles. El provincial de la orden, Jerónimo Gracián, no puso problema y extendió las autorizaciones necesarias para la fundación. La madre Teresa reclutó para la empresa a dos monjas de San José y otras varias de otros conventos. Declinó, sin embargo, el ofrecimiento de asistir a la fundación porque tenía compromiso en esas fechas. De vuelta hacia Andalucía, quedaron en Beas a la espera de en Granada se solventasen los dos problemas principales, a saber, el permiso del arzobispo, reacio que estaba, y la consecución de una casa. Era diciembre de 1581. Un mes después, no tenían aún ni casa ni permiso. Como la situación se dilataba, emprendieron la marcha hacia Granada y entraron de noche en la ciudad. Una viuda, noble y piadosa, doña Ana de Peñalosa, les cedió su casa para la fundación. El permiso del arzobispo llegó a regañadientes y rápidamente celebraron misa quedando fundado el convento.
Al tiempo que participaba en la fundación del nuevo convento, fray Juan tomó posesión del cargo de Prior del convento de Los Mártires, una instalación ubicada en un cerrillo próximo a la Alhambra, llamada así por ser, durante la dominación mora, lugar de prisión para los cristianos. Su dirección en este convento siguió las pautas generales que había probado anteriormente: el prelado ni debe castigar todas las faltas ni disimularlas todas. El 1 de mayo de 1583 se celebró en Almodóvar del Campo un nuevo capítulo de la Orden, al que fray Juan acudió en calidad de prior de Los Mártires. Allí ocurrieron varias cosas. En contra de la opinión de fray Juan, se admitió la reelección de priores. También se instó a promover fundaciones en el extranjero. El Padre Nicolás Doria (llamado en religión Nicolás de Jesús María) acusó a Jerónimo Gracián, el provincial, de llevar una vida demasiado activa, poco ajustada a la observancia de la regla. Aquel fue el comienzo de fuertes tensiones en la Orden.
Fray Juan ocupó su tiempo como Prior de los Mártires en la dirección de su comunidad y la de las Descalzas que acababa de fundar. Además de ello, mandó construir un acueducto para traer agua, siempre escasa en el cerro. También un claustro, que luego sería modelo para los demás conventos del Carmen. Participó en esas obras su hermano, que había venido desde Medina. También es de entonces un retrato suyo que se le hizo sin su consentimiento.
En Granada compuso también la mayor parte de sus obras, en parte sobre trabajos previos que había elaborado después de salir de la cárcel, tanto en el Calvario como en Baeza. Allí, compiló ordenó y completó el tratado Subida del Monte Carmelo, al cual antepuso el dibujo del Monte de perfección. También redactó el comentario de la Noche oscura y el del Cántico espiritual por encargo de Ana de Jesús y, a instancias de la noble Ana de Peñalosa, las cuatro estrofas de su obra más espiritual: Llama de amor viva, compuesta en quince días. De sus obras no se conservan autógrafos ya que, a medida que las componía, se ayudaba de compañeros para copiarlas en limpio. Luego estas obras eran puestas a disposición de sus frailes y monjas que las volvían a copiar, siendo al final estas las que se han conservado.

## Andalucía
En 1585, se celebró en Lisboa un capítulo de la orden al que acudió fray Juan, donde fue reelegido definidor. Asimismo, cesó en su cargo de provincial Jerónimo Gracián, en favor del padre Nicolás Doria, prior a la sazón en Génova. Durante su estancia en la ciudad, fueron los capitulares al convento de la Anunnziata donde estaba sor María de la Visitación, una monja del lugar que tenía arrobamientos y suspensiones en el aire, y que mostraba en manos y pies los estigmas de la pasión. Se la tenía en ese momento, después de los preceptivos estudios, por un buen espíritu. Fray Juan, sin embargo, rehusó visitarla a pesar de la insistencia de los capitulares y de hecho, abandonó la ciudad sin hacerlo, cosa que se le tuvo a mal. Tiempo después, la inquisición descubrió en el caso de esta monja un embuste mayúsculo. Mientras, el Padre Doria volvió a España y convocó un nuevo capítulo, esta vez en Pastrana. La gobernación de la provincia descalza se volvía compleja debido al crecimiento que había experimentado la reforma y se decidió dividir la provincia en cuatro partes: Castilla la Vieja, Castilla la Nueva, Portugal y Andalucía. Fray Juan fue nombrado vicario provincial de esta última. El Padre Doria instó además a los capitulares a seguir con estricto espíritu la observancia regular, que tanto se había relajado durante el gobierno de Gracián.
Fray Juan viajó de manera constante por toda Andalucía. Durante el desempeño de su cargo, visitó Sevilla. Algunos jóvenes, virtuosos en la prédica, fueron amonestados por pasar largas temporadas alejados del convento. Uno de ellos era Diego Evangelista y otro, Francisco Crisóstomo, que abrigaron por este motivo un fuerte resentimiento. En abril de 1586, fundó en Córdoba un nuevo convento reformado. En uno de sus viajes cayó enfermo cayó enfermo y, a partir de ahí, su salud empezó a resentirse, también debido a las fuertes penitencias que se imponía a sí mismo. En el verano de ese año, asistió en Madrid a una junta de definidores donde se decidieron la publicación de las obras de la madre Teresa y la adopción del rito romano en la Orden. Pasado el verano se fundó en Madrid el convento de las Descalzas, al cual fue destinado Ana de Jesús. En 1587, se celebró un nuevo capítulo en Valladolid, de tan gran concurrencia que fue llamado, el grande. En él cesó fray Juan como definidor y fue nombrado nuevamente prior de los Mártires. Su etapa como vicario general de Andalucía fue cubierta con una ingente actividad.

## Segovia

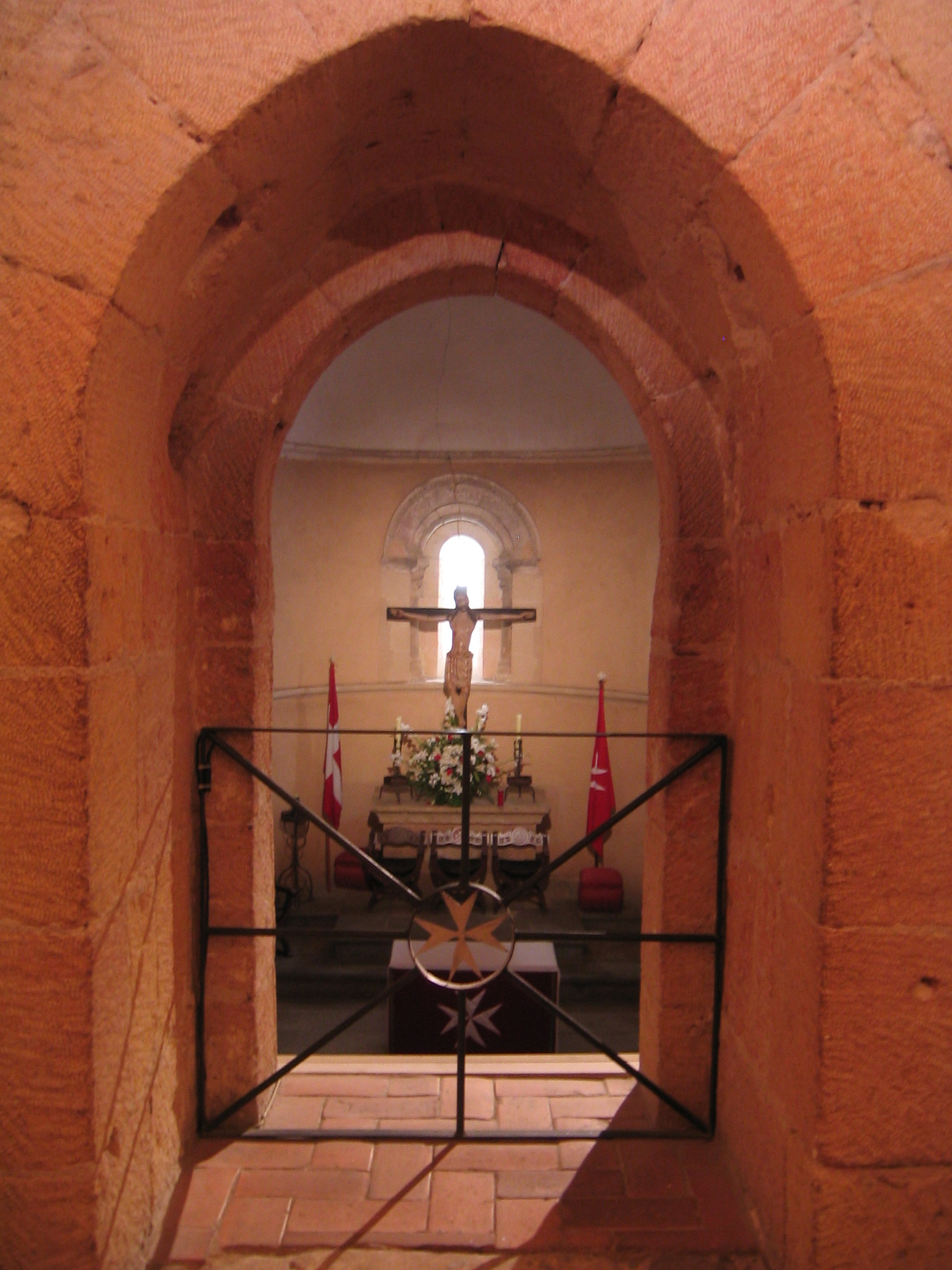
Altar de la Iglesia de la Vera Cruz de Segovia, vista desde la cámara superior del edículo central.

En junio de 1588, se celebró un nuevo capítulo en Madrid donde se eligieron nuevos definidores, nuevo provincial y nuevos consiliarios. El Padre Nicolás Doria fue de nuevo elegido provincial. Fray Juan fue elegido primer definidor y tercer consiliario. Asimismo cesó en su cargo como prior de Los Mártires y se hizo cargo del de Segovia. Había sido fundado este convento por Ana de Peñalosa, por petición testamentaria de su esposo, que quería construir un monasterio o un hospital en su ciudad natal. Estaba ubicado a extramuros, al norte de la ciudad, a los pies del imponente Alcázar de Segovia, junto al Santuario de la Fuencisla y la Iglesia de la Veracruz, al paso del camino de Zamarramala y cerca de la confluencia del Eresma y del Clamores. El convento había sido elegido como Sede de la Consulta, y por quedar pequeño para ese menester, se emprendieron unas obras de ampliación que duraron todo su mandato, y aún más. Además, durante la ausencia del Padre Doria, quedaba él como presidente de la Consulta, cargo derivado del suyo como primer definidor. Extendió nombramientos y resolvió consultas. Dos temas le enfrentaron con el parecer del Padre Doria, provincial de la Orden. Era el deseo de las monjas descalzas andar sujetas a la dirección de un padre descalzo y no a la Consulta, como recién había ocurrido. Por una parte, preferían la rápida resolución de una persona y la discreción que sin duda tendría para sus asuntos. Por otra parte, temían la proliferación de normas que de tal Consulta podían salir. Para ello, Ana de Jesús se las ingenió para pedir un breve al Papa que hiciese imposible a la Consulta modificar las reglas dadas por la madre Teresa. Asimismo pidieron que sus asuntos quedasen en manos de fray Juan de la Cruz. El Padre Doria, contrariado de que la petición se hubiese hecho a espaldas de la Orden, propuso desentenderse del gobierno de las monjas, a lo que Fray Juan se opuso. Es posible que fray Juan no tuviese parte en esto, pero el Padre Doria consideró que sí. El otro asunto fue el referente al Padre Jerónimo Gracián, a quién el Padre Doria quería echar de la reforma. De nuevo fray Juan se opuso a ello.
Mientras, su vida como prior siguió la línea de los anteriores. Celda exigua, participación en tareas humildes y formación de espíritus: ni todo se corrige, ni todo se disimula. Entre las personas con las que trató habitualmente estaba Doña Ana de Peñalosa, que había dejado Granada para venir a segovia. Fray Juan subía también a confesar a las monjas al convento de las descalzas de San José, sito a medio camino entre la catedral y el alcázar de la ciudad.
 A media altura de la roca cortada de la Fuencisla había una covacha estrecha donde fray Juan solía subir para recoger su espíritu. Gustaba estar todo el tiempo posible, hasta que iban a buscarle requiriendo su presencia. La oración mística consistía en vaciar o desembarazar progresivamente aquello que en la antropología espiritual cristiana se llamaban las tres potencias del alma, a saber: memoria, entendimiento y voluntad. En tres etapas más o menos sucesivas, el camino sanjuanista consistía en vaciar de contenidos sensibles, y luego también de contenidos espirituales, cada una de las tres potencias. El vaciamiento de la memoria obraba como una purgación de los apetitos sensibles y espirituales, que llevaba a un desapego de todo lo que no fuese Dios, incluida la idea misma de Dios y el deseo de Dios. Conseguido ese vaciamiento de la memoria, que era la vía purgativa, se decía que la memoria quedaba en estado de esperanza, virtud teologal. El vaciamiento de la segunda potencia sumía al alma en la noche oscura, una tiniebla espiritual terrible que solo podía romper Dios, insuflando el llamado rayo de tiniebla, una especie de conocimiento infuso adquirido sin el concurso del entendimiento y que, dentro del sistema sanjuanista, se correspondía con la virtud teologal de la fe. La tercera vía, la vía unitiva, consistía en el vaciamiento de la propia voluntad y su unión con la voluntad de Dios. Esta última etapa, que era la amorosa meta de la mística cristiana, intentaba hacer realidad aquello de No yo, sino Cristo en mí. La unión con el Espíritu de Dios, el Espíritu Santo, la llama de amor viva, se correspondía con la virtud teologal de la caridad. Las tres virtudes teologales quedaban de esta forma en relación con las tres potencias del alma, siendo como tres estados, tres sublimaciones desde una condición natural dada a una sobrenatural recibida por medio de una gracia. El sistema sanjuanista se caracterizaba por su rigurosidad para con toda clase de embarazos, por nimios que fuesen.

Estas imperfecciones habituales son: como una común costumbre de hablar mucho, un asimientillo a alguna cosa que nunca acaba de querer vencer, así como a persona, a vestido, a libro, celda, tal manera de comida y otras conversacioncillas y gustillos en querer gustar de las cosas... Cualquiera de estas imperfecciones en que tenga el alma asimiento y hábito es daño para poder crecer e ir adelante en virtud... Porque eso me da que un ave esté asida a un hilo delgado que a uno grueso porque, aunque sea delgado, estará tan asido a él como el grueso en tanto que no le quebrare para volar. Verdad es que el delgado es más fácil de quebrar; pero por fácil que es, si no le quiebra no volará... Y así es lástima ver algunas almas como unas ricas naos cargadas de riquezas, y obra, y ejercicios espirituales, y virtudes, y mercedes, que Dios las hace y por no tener ánimo para acabar con algún gustillo, o asimiento, o afición -que todo es uno-, nunca van adelante ni llegan al puerto de la perfección, que no estaba en más que dar un buen vuelo y acabar de quebrar aquel hilo de asimiento... (Subida.1.11.4)

En los últimos días de su estancia en Segovia estuvo presente su hermano Francisco. Quizá le llamó el propio fray Juan, sospechando que no volvieran a verse. Pasaron juntos muchos ratos. Cuenta Francisco en su declaración que una de las veces estaban hablando de su madre y se les apareció esta, como envuelta en luz. Fray Juan le refirió también una conocida anécdota. Habiendo en el convento un cuadro de Cristo llevando la cruz, tuvo la ocurrencia de sacarlo a la iglesia porque más gente pudiera venerarlo. Así hecho, el cuadro le habló un día prometiéndole por tal servicio aquello que le pidiese. La petición de fray Juan fue que le permitiese padecer por él, de lo cual se quejó entonces fray Juan ante su hermano que no le había hecho caso.

## La Peñuela y Úbeda
El primero de junio de 1591, fray Juan dejó Segovia para asistir en Madrid a un nuevo capítulo, difícil a cuenta de las diferencias que mantenía con el Padre Doria. El Papa había accedido a que el gobierno de las monjas recayese sobre una persona y no sobre el Consejo, a condición de que la persona designada tuviese la dignidad de otro cargo dentro de la orden. Todos pensaban en fray Juan. Las monjas porque querían que se ocupase de sus asuntos, conocedoras de los beneficios de su dirección. El Padre Doria y otros capitulares porque querían que no lo hiciese, pues preferían que las monjas quedasen sujetas a la dirección del Consejo. La manera más sencilla de evitar que fray Juan optase al cargo en ciernes fue quitarle todos los que tenía. Siguiendo los criterios deseados por el padre Doria, la elección de consiliarios y definidores llevó al resultado de que el hasta entonces primer definidor y tercer consiliario, provicario de la orden en ausencia del vicario, primer fundador y alma de la reforma junto a la madre Teresa, quedó relegado de todo gobierno e impedido por eso mismo, como ya se le hizo notar, para asumir el gobierno de las monjas. A cambio se le ofreció marchar a México, para dirigir una expedición de doce frailes. Aunque de primeras aceptó, se cambió luego de parecer, y se le ofreció volver de prior de Segovia. Fray Juan rehusó este segundo ofrecimiento y solicitó ser relevado de cualquier oficio dentro de la orden con objeto de poder ocuparse de su propia alma. No era lo que quería el padre Doria pero tuvo que acceder a ello. Entre los nuevos consiliarios y definidores elegidos se encontraba el joven Diego Evangelista, que desde que fuese reprendido por fray Juan en Sevilla se la tenía jurada.
Fray Juan se despidió de sus amistades en Madrid y Segovia, y partió hacia Andalucía. Estaba de provincial fray Antonio de Jesús, su compañero de fundación en Duruelo y a él se dirigió para solicitarle un destino. Fray Antonio de Jesús lo dejó en sus manos y fray Juan optó por quedarse en el convento de La Peñuela, en Sierra Morena. En ese verano redactó un nuevo comentario de Llama de amor viva. El resto del tiempo lo ocupó en oración y apostolado en Linares, sujeto en todo a la obediencia a su prior. Al tiempo que estaba retirado, el Padre Diego Evangelista, de quien decían que era mozo de poca prudencia y colérico levantó contra él un proceso infamatorio. Fue de aquí para allá, intimidando a monjas y frailes, tergiversando y falsificando declaraciones con objeto de arrojarlo de la Orden. Las monjas de Granada se sintieron tan acosadas que quemaron algunos de sus escritos porque no cayesen en sus manos. Los interrogatorios fueron tan abusivos que llovieron las denuncias contra el definidor. El Padre Doria calló y dejó hacer. Fray Juan también. Se le recomendó que protestase ante el vicario, pero él se negó por aquello de gustar la cruz a secas.
Mientras arreciaba la persecución, fray Juan comenzó a resentirse de unas bubas en el pie. Tenía calenturas desde hacía varios días. El prior le dijo que fuese a Baeza para curarse, pero él prefirió Úbeda, donde no le conocían tanto. El 28 de septiembre de 1591 salió en borrica para allá, pues tenía la piena inflamada. Llegados a Úbeda, todos le recibieron con gran contento, excepto el prior fray Francisco Crisóstomo. Se conocían de Sevilla, donde fray Juan tuvo que amonestarle junto a fray Diego Evangelista, su ahora enconado perseguidor. Además de la animadversión personal, motivada también porque no le gustaban los santos, llegaba fray Juan en un mal momento donde la comunidad estaba a disgusto con su gobierno pues era una persona, agria y rígida, más de ciencia que de gentes, que quería llevarlos a palos a la perfección. Además del desabrido recibimiento, le asignó la peor celda y le obligó a asistir a oficios que no podía. En esos primeros días, su mal se desató virulentamente. Una erisipela en el empeine del pie derecho reventó en cinco llagas en forma de cruz, que el enfermo miraba con cariño, pues le causaban devoción. El cirujano sajaba la pierna día sí y día también, sacando de la escabechina tazas enteras de pus, las cuales, según los relatos, olían bien, como a almizcle. La presencia de fray Juan no pasó desapercibida. La gente quería verle y ayudarle. El padre Crisóstomo, mientras, molestaba al enfermo cuanto podía. Prohibió las visitas, se lamentaba de lo que comía (:S), dificultaba el lavado de las vendas y cuando entraba en su celda le espetaba desagradables palabras. Los religiosos salvaban las dificultades buscando extramuros lo que allí faltaba. Arreció la protesta cuando el padre Crisóstomo retiró de su ocupación al enfermero, por envidia de la dedicación que mostraba a fray Juan. El enfermero escribió a fray Antonio de Jesús, provincial de Andalucía, denunciando la situación. Fray Antonio acudió con premura a Úbeda y reprendió con dureza al prior. que ya no le molestó más, e incluso le pidió perdón. Uno de esos días, el 28 de noviembre, fray Antonio de Jesús visitó a fray Juan y le dijo: Padre, mañana hará veinticuatro años que comenzamos la primera fundación.
Los días fueron pasando y la salud empeoró. Subió la fiebre y el mal se extendió desde las piernas a la espalda. Como apenas podía moverse, colgaron del techo una cuerda para que pudiera izarse él mismo. El miércoles 11 pidió el viático. El día 12 quemó algunas cartas que guardaba bajo la almohada. El día 13 por la noche sintió la inminencia de su muerte y pidió la extremaunción. Se consumía en dolores. A las diez de la noche, pidió que le dejaran descansar, avisando que llamaría cuando lleguase el momento. A las 11 y media llamó y, junto con varios religiosos, rezaron el salmo De profundis, el Miserere y el In te, Domine, esperavi. Después de eso se recostó un rato y pidió que le dejaran: A las doce, estaré delante de Dios Nuestro Señor diciendo maitines. Y así que le dejaron solo y sonaron las campanas de las doce, besó su crucifijo y expiró mansamente.

## Procesos

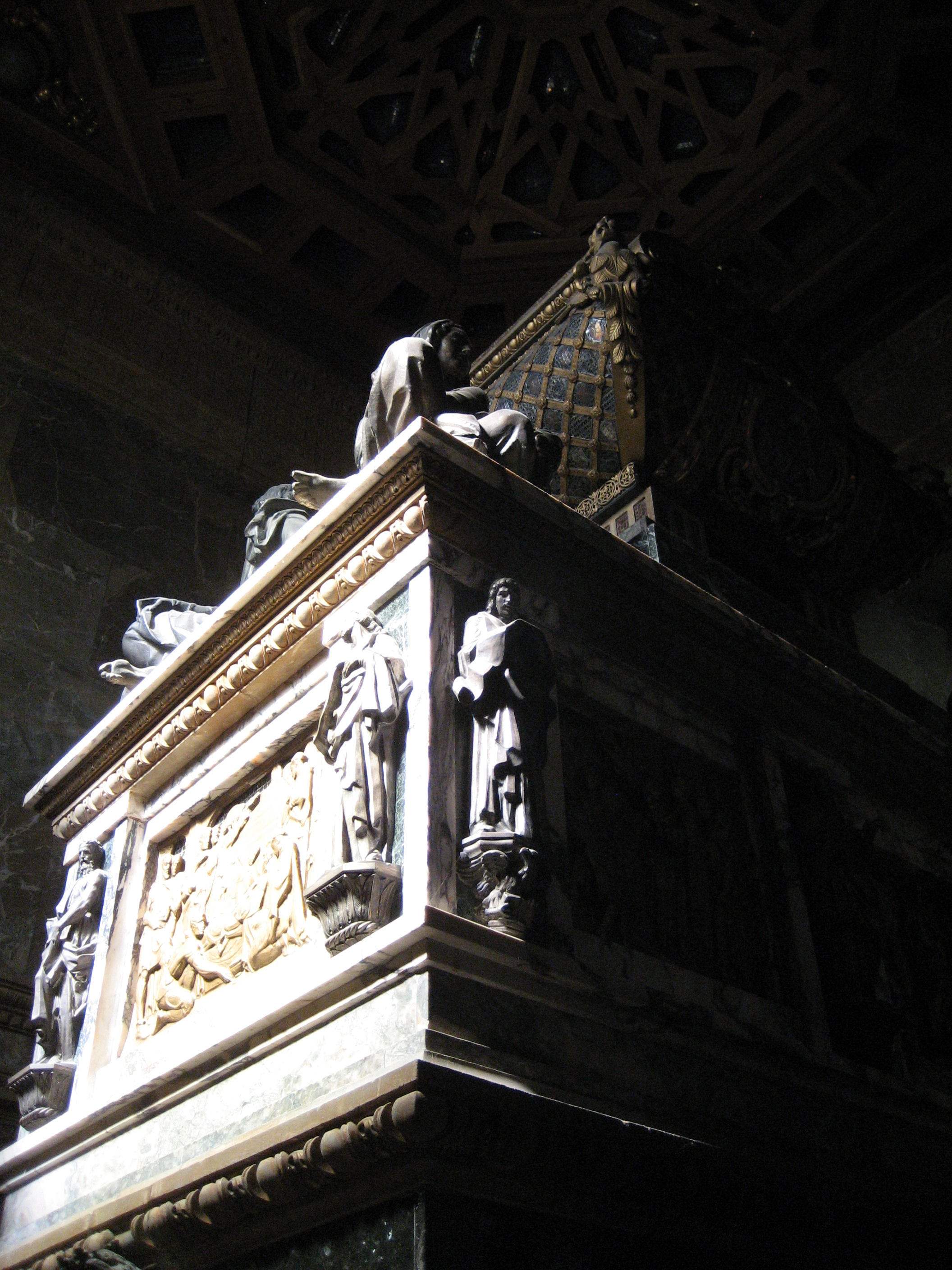
Sepulcro de San Juan de la Cruz, en Segovia.

Si no muriera, le quitara el hábito y no muriera en Religión (Si no hubiese muerto, le habría quitado el hábito y no habría muerto en la religión). Esto dijo el Padre Diego Evangelista cuando tuvo conocimiento de la muerte de fray Juan. Aún después de muerto, continuó recabando infamias que, posteriormente, remitió al padre Doria. Cuando este empezó a leer el informe, lo tiró al suelo y dijo delante del secretario del definitorio: Ni el visitador tenía la misión para meterse en esto ni lo que él aquí pretendió inquirir cabe en el padre fray Juan. En 1594, se celebró un nuevo capítulo donde el padre Evangelista fue reprendido y castigado por sus desmanes. 

hallando haber traspasado los límites de su comisión, porque no la tenía para proceder contra el padre fray Juan de la Cruz, primer descalzo de la Reforma, ni tampoco para indagar contra él cosas tan ajenas a su aventajado espíritu, oración y mortificación... le condenaron a que ayunase.

Magro castigo que quedó ahí por no poder castigarse a los cargos electos. Terminado su cargo de definidor, le fue encomendado, sin embargo, el gobierno de Andalucía que no llegó a ejercer porque murió inopinadamente. También cesó en el cargo el padre Doria. El nuevo general quemó el informe difamatorio.
Mientras, y después de disputas, Ana de Peñalosa consiguió traer al convento de los carmelitas descalzos de Segovia el cuerpo de fray Juan, cuyos huesos, se decía, seguían obrando milagros. Le enterraron en la iglesia, en una estrecha oquedad abierta en el suelo, donde permaneció durante más de 300 años. El 25 de enero de 1675, fue beatificado por Clemente X. El 27 de diciembre de diciembre de 1726, fue canonizado por Benedicto XIII. El 24 de agosto de 1926, después de dos siglos de casi completo olvido, fue proclamado Doctor de la Iglesia. Con este motivo, se levantó un monumento conmemorativo de mármol en el interior de la iglesia carmelitana de Segovia y se trasladó su cuerpo a una urna situada en su parte alta.
Desde entonces, y al hilo de esta corriente de exaltación los estudios sanjuanistas han sido acometidos con enorme interés, dentro y fuera de su Orden, también dentro y fuera de España, desde la historiografía, la teología, la psicología, la literatura, y en la cual han colaborado desde la experiencia mística personalidades tan renombradas como Teresa del Niño Jesús, Isabel de la Trinidad o Edith Stein (Teresa Benedicta de la Cruz).

## Biografías históricas
- Antolín, Fortunato (1989). Vida de fray Juan de la Cruz por el padre fray Alonso de la Madre de Dios. Editorial de espiritualidad. ISBN 84-7068-195-8.